# Louisiane
Pour les articles homonymes, voir Louisiane (homonymie).
Ne pas confondre avec la « Grande » Louisiane, tour à tour française, espagnole, française, puis un « territoire organisé » des États-Unis
La Louisiane (en anglais : Louisiana, /luˌi.ziˈæ.nə/  ; en créole louisianais : Lwizyàn) est un État du sud des États-Unis, entouré à l'ouest par le Texas, au nord par l'Arkansas, à l'est par le Mississippi et au sud par le golfe du Mexique. C'est le 31e État américain par sa superficie et le 25e par sa population. Sa capitale est Baton Rouge et sa plus grande ville est La Nouvelle-Orléans.
En 2023, sa population s'élève à 4 573 749 habitants.
C'est le seul État américain dont les subdivisions politiques sont dénommées paroisses et non comtés ou boroughs (en Alaska).

## Origine du nom
Cet État est nommé d'après le nom Louisiane donné à la région du delta du Mississippi par l'explorateur français René-Robert Cavelier de La Salle en 1682, lorsqu'il en prend possession au nom du roi de France Louis XIV.

## Histoire

### Période pré-colombienne
Les Amérindiens sont les premiers habitants de la région. Ils vivaient des ressources de la pêche, de la chasse et de l'agriculture. L'arrivée des Européens signifia leur déclin, notamment démographique par les contaminations virales (variole et vérole).
Les Atakapas résidaient et résident dans le sud-ouest, soit dans les paroisses d'Ibérie, de Saint-Martin, de Sainte-Marie, de Vermilion, de l'Acadie (Acadia), de Caméron, de Jefferson Davis, de Lafayette et de Calcasieu.
Les Chitimachas résidaient et résident dans le sud-est, soit dans les paroisses d'Ibérie, de l'Assomption, de Sainte-Marie, de Saint-Martin, de Terrebonne, de Lafourche, de Saint-Jacques, de Saint-Jean-Baptiste, de Saint-Charles, de Jefferson, d'Orléans, de Saint-Bernard, et des Plaquemines.
Les Bayougoulas (en), l'une des nations Chactas, étaient disséminés dans les paroisses de Sainte-Hélène, de Tangipahoa, de Washington, de Paroisse de Baton Rouge Est, de Paroisse de Baton Rouge Ouest, de Livingston et de Saint-Tammany.
Les Houmas se trouvaient sur les paroisses de Félicianne et de la Pointe-Coupée. La localisation originelle est à 160 km au nord de la ville d'Houma. L'expansion coloniale poussait les Houmas de plus en plus vers cette ville. Les Houmas actuels sont majoritairement bilingues anglais/français cadien et se trouvent le long de la côte des paroisses Terrebonne et Lafourche.
Certaines zones des paroisses des Avoyelles et de Concordie au bord du Mississippi étaient peuplées par les Avoyelles (en) et les Natchez.
Les Tunicas résident au nord-est, dans les paroisses des Tensas, de Madison, d'East Caroll et de West Caroll.
Les autres régions du nord et du centre de l'État étaient peuplées par la nation oink Caddo.

### Colonisation européenne

#### Conquête française en 1682
En 1682, René-Robert Cavelier de La Salle, venu de la Nouvelle-France, explore le bassin du Mississippi jusqu'à son embouchure et donne à cet immense territoire le nom de Louisiane en l'honneur du roi de France, Louis XIV. Pierre Le Moyne d'Iberville débarque en Louisiane en 1699 et fonde Biloxi, qui deviendra la première capitale de la Louisiane. Précédemment (1698), d'Iberville avait demandé à Louis XIV d'établir une colonie française sur le Mississippi en présentant le territoire de la Louisiane comme s'étendant du 29e au 50e degré de latitude.
Au XVIIIe siècle, le territoire de Louisiane s'étend des Grands Lacs jusqu'au golfe du Mexique. Il comprend alors une bonne partie de ce qui allait devenir le centre-ouest des États-Unis, dont dix États américains actuels (Arkansas, Dakota du Sud, Dakota du Nord, Iowa, Kansas, Missouri, Montana, Nebraska, Oklahoma, et la Louisiane actuelle) ainsi que des parcelles des futurs Colorado, Wyoming, Minnesota et Texas.
En 1712, par lettres patentes du 14 septembre, Louis XIV concède le privilège du commerce exclusif sur le territoire de la Louisiane à Antoine Crozat, qui crée la Compagnie du Mississippi et y introduit des esclaves noirs. Deux années plus tard, Natchitoches est fondée par Louis Juchereau de Saint-Denis.
En 1716, Antoine Crozat fonde fort Rosalie et revend la Louisiane. La Compagnie du Mississippi récupère alors le monopole de la Compagnie de la Louisiane d'Antoine Crozat et décide de faire un vaste appel à l'importante émigration alsacienne. Des publicités attirent en Louisiane des Alsaciens, qui fondent la ville Des Allemands. Deux ans plus tard, en 1718, la Louisiane passe sous le contrôle de la Compagnie d'Occident de John Law. La même année, Jean-Baptiste Le Moyne de Bienville fonde la ville de La Nouvelle-Orléans en l'honneur du régent Philippe d'Orléans. Elle devient capitale de la Louisiane en 1722.
En 1719, Jean-Baptiste Bénard de la Harpe remonte la rivière Rouge, rencontre les Comanches puis explore l'Oklahoma et une partie du Colorado.
En 1721, John Law recrute des germanophones qu'il installe sur la côte des Allemands, où 59 immigrants sont recensés en 1724 dans les paroisse de Saint-Jean-Baptiste et paroisse de Saint-Charles. Au même moment, la Compagnie des Indes, avec soldats et colons, explore et développe son activité commerciale. Ces activités perdureront jusqu'en 1731. Toujours en 1724, Étienne Vényard, Sieur de Bourgmont, remonte la rivière du Missouri avec plusieurs soldats (dont le soldat Gaillard qui rencontrera les Padoucas (Comanche). Il explore le Kansas, rencontre les Indiens Canzes (Kansa) et signe un traité de paix avec les belliqueux Padoucas.
De 1726 à 1733, le gouverneur de la Louisiane est Étienne de Perier.
En 1729, la révolte des Natchez cause la mort de 248 colons français aux alentours de fort Rosalie, dont de nombreuses femmes enceintes. En 1731, après la prise d'un fort Natchez, 427 Natchez sont vendus comme esclaves et emmenés à Saint-Domingue. Les autres sont massacrés, en rétorsion. Leurs survivants se fondent au sein des Creeks.
En 1732, dans un des actes de vengeance contre les Français qui ont commis le massacre de Natchez en 1730, le fort des Natchitoches est assiégé pendant vingt-deux jours par une bande de guerriers Natchez survivants. Son commandant Louis Juchereau de Saint-Denis ne répond pas à leur attaque. Exaspérés, les Natchez brûlent vive une femme française capturée juste à l'extérieur du fort. Saint-Denis est tant choqué par cet acte qu'il opère une sortie avec 140 hommes dont 40 soldats blancs et 100 Amérindiens alliés. La bataille de la Colline Sang pour Sang s'engage : 92 guerriers et 4 de leurs chefs sont tués. Les survivants sont poursuivis jusqu'au bord d'un lac aujourd'hui à sec, à Derry près de Clouterville. Ils sont alors exterminés par les Français.
Au recensement de 1735, la colonie compte 2 450 Français et 4 225 esclaves noirs, soit 6 675 habitants. Parmi eux, 799 blancs habitent La Nouvelle-Orléans avec 925 esclaves noirs et 26 esclaves indiens. Selon les historiens, ces chiffres, qui ne tiennent pas compte des militaires (environ un millier d'hommes), seraient inexacts et certainement en deçà de la réalité démographique.
En 1736, Jean-Baptiste Le Moyne de Bienville monte une expédition contre les Chicachas qui se sont alliés aux Britanniques de Virginie et des Carolines. Cependant, cette expédition sera infructueuse et les Français devront battre en retraite après de coûteux et durs combats (bataille d'Ackia). Bienville réitéra son attaque en 1739, mais sans davantage de succès, et n'obtint qu'une trève sur le Mississipi.
Pierre Gaultier de Varennes et de La Vérendrye, explore l'ouest canadien en 1738. Son fils François atteint les montagnes Rocheuses en 1740 et explore le Montana et le Wyoming. En 1739, Pierre et Paul Mallet partent du Canada et rejoignent Santa Fe (Nouveau-Mexique).

#### Souveraineté espagnole 1762-1800
En 1762, à la suite de la défaite de la guerre de Sept Ans, la France cède la Louisiane à l'Espagne par le traité de Fontainebleau. En même temps, elle abandonne le Canada à l'Angleterre qui s'est alliée aux Indiens en leur promettant que la colonisation n'irait pas plus loin que les Appalaches. L'année suivante, par le Traité de Paris, la France cède à l'Angleterre l'est de la Louisiane. L'ouest, désert, reste Espagnol. Les Indiens Houmas, francophones, sont repoussés vers l'extrême sud, dans la paroisse de La Fourche.
En 1765, sous l'autorité des Espagnols, des Français accueillent des Acadiens qui s'installent en Louisiane, sans savoir que le territoire n'est plus français. Denis-Nicolas Foucault les installe dans les prairies des Attakapas avec les familles créoles récemment arrivées de fort Toulouse et de la Mobile.
En 1768, les Créoles de Louisiane se révoltent et proclament une république, appelée Louisiane libre. Celle-ci perdurera jusqu'en 1769 et enverra une ambassade à Versailles dans le but d'obtenir l'aide de Louis XV, ce qui sera un échec, ce dernier ne daignant même pas lui accorder une audience.
En 1782, accusé de corruption, le général James Wilkinson démissionne, devient général de brigade de la milice et député de Pennsylvanie, puis déménage dans le district du Kentucky en 1784, où il réclame l'indépendance de la Virginie. L'oncle de Daniel Clark négocie avec les Espagnols la possibilité de faire venir des bateaux de Saint-Domingue, via La Nouvelle-Orléans, ce qui permet à des marchands de la côte est de commercer plus facilement avec les Antilles, Saint-Domingue devenant centre de réexpédition.
Dès 1784, la spéculation immobilière fait rage dans le district de Natchez, où un recensement fait état de 1 500 habitants dont 498 esclaves noirs. George Washington bat l'Angleterre lors de la guerre d'indépendance des États-Unis et ferme le Mississippi. L'année suivante, le gouverneur espagnol, invite 1 598 Acadiens, à coloniser l'extrême sud de la Louisiane et assécher les marais par la technique des aboiteaux. Le gouverneur de Géorgie George Mathews signe le Bourbon County Act qui organise l'attribution de terres le long du Mississippi et de la Yazoo, autour du site actuel de Natchez. C'est le début du scandale de Yazoo Land dans lequel est impliqué le général James Wilkinson, déjà actif dans les spéculations au Kentucky.
En 1786, Esteban Rodríguez Miró interdit l'importation d'esclaves nés dans la Caraïbe, mais autorise ceux qui viennent d'Afrique. En 1787, Wilkinson vient à La Nouvelle-Orléans lui proposer d'accorder au Kentucky un monopole commercial sur le Mississippi en échange de la défense des intérêts espagnols dans l'Ouest. Daniel Clark organise avec Isaac Dunn et le général James Wilkinson une société pour importer des récoltes de la vallée de l'Ohio jusqu'à La Nouvelle-Orléans.
En 1788, Carlos de Grand Pré donne une liste des 180 colons arrivés en deux ans dans le Natchez District et le nouvel état fédéral annule le "Bourbon County Act", lieu du scandale de Yazoo Land. En 1790 : Esteban Rodríguez Miró interdit d'importer des esclaves des îles françaises. Dans un mémoire de 1802, Pierre-Louis Berquin-Duvallon explique que ceux nés aux Antilles sont « plus vicieux et débauchés ».
Eli Whitney invente une égreneuse pour séparer la graine du coton de sa fibre en 1793, facilitant une tâche qui exigeait alors beaucoup de main-d’œuvre. Cette même année, la Révolution française abolit l'esclavage. Plus de 15 000 blancs fuient et deviennent les réfugiés français de Saint-Domingue en Amérique et à Cuba.
En 1795, l'Espagne cède à la France la « partie espagnole » de Saint-Domingue, ce qui favorise une autre immigration espagnole en Louisiane et le traité de Madrid (1795) consacre le repli de l'Espagne sur l'extrême sud du bassin du Mississippi, au sud du Natchez District. L'Espagne obtient toutefois un droit à entreposer son coton dans une zone franche de La Nouvelle-Orléans. Cette disposition ne sera cependant appliquée qu'en 1798.

### XIXesiècle

#### Bref retour dans le giron français 1800-1803
La Louisiane est restituée en 1800 par l'Espagne à la France dans le cadre du traité de San Ildefonso.
Le 1er octobre 1802, Louis-André Pichon (1771-1850), diplomate français, doit écrire au gouvernement américain pour le rassurer lorsque l'intendant espagnol de La Nouvelle-Orléans décide de mettre fin au droit de dépôt des marchands américains dans le port.

#### Vente aux États-Unis par Bonaparte en 1803
Le 3 mai 1803, le Premier Consul de la République française Napoléon Bonaparte vend la Louisiane aux États-Unis, pour 5 millions de dollars plus 10 millions de dollars pour La Nouvelle-Orléans, sans le consentement de l'Assemblée nationale[réf. nécessaire]. La vente, illégale, viole le traité de San Ildefonso de 1800 de plusieurs façons.
En 1806, la Louisiane, devenue un territoire des États-Unis en 1803, voit arriver plus de 10 000 créoles, des riches planteurs de sucre d'Haïti, selon Carl A. Brasseaux, historien et directeur du Centre d'études louisianaises de Lafayette. Une partie d'entre eux sont d'abord passés par Cuba, où les quinze années qui ont suivi 1792, date de l'introduction du commerce libre, ont fourni plus d'esclaves que les deux siècles et demi précédents. En 1809, une nouvelle vague d'immigration blanche en provenance de Saint-Domingue arrive en Louisiane. Toujours selon Carl A. Brasseaux, directeur du Centre d'études louisianaises de Lafayette, 10 000 d'entre eux arrivent dans l'année. Ils font doubler la population de La Nouvelle-Orléans. Vers 1810, on estime que mille personnes vivent à proximité de Baton Rouge, dans l'Est, en grande majorité des francophones.
En 1812, la Louisiane est admise au sein de l’Union, le 30 avril 1812, devenant ainsi le 18e État américain. À cette époque, la Louisiane était le premier et le seul État de l’Union dans lequel un groupe non anglophone, les descendants d’Acadiens — les Acadiens — et de Français et d'Espagnols — les Créoles — constituait une majorité linguistique. Grâce au juriste Louis Moreau-Lislet, un code civil, plus complet que le précédent basé sur la Coutume de Paris et reposant sur le Code Napoléon, fut adopté par le législateur du nouvel État. Ce code avait été rédigé en français, puis traduit en anglais. Le texte français prime encore aujourd'hui en cas de problèmes d'interprétation de la version anglaise.
En 1815, Charles Lallemand et un groupe d'officiers napoléoniens créent la Vine and Olive Colony dans le futur État de l'Alabama sur 370 kilomètres carrés. Cent vingt d'entre eux créent une autre colonie, près de Galveston dans le futur État du Texas.
Un premier projet de liaison postale rapide nord-sud voit le jour en 1830 afin que les planteurs de coton ne soient plus victimes des spéculateurs. La même année, environ 21 000 esclaves travaillaient dans les plantations de canne à sucre. Alors qu'en 1810, une étude sur la colonie dit qu’il y a 75 moulins à sucre, en 1830, il y en a 725.
Grâce à la Loi postale du 2 juillet 1836, une livraison deux fois plus rapide est offerte sur 4 axes, jusqu'à Saint-Louis (Missouri) et La Nouvelle-Orléans. Cette dernière est reliée à New York en six jours, quand tout va bien, contre 18 en moyenne auparavant, sur un trajet jugé plus dangereux que la traversée de l'Atlantique.

En 1849, Bâton-Rouge devient la capitale de l'État.
Comme d'autres États esclavagistes, la Louisiane fait sécession en 1861. Elle ne veut pas libérer ses esclaves qui travaillent dans les plantations et assurent les richesses de ces exploitations gérées par les Créoles blancs. En 1862, les troupes fédérales entrent en Louisiane et commencent à investir les forts Pike, Jackson et St. Philip. Les autorités louisianaises font appel au patriotisme des Créoles blancs pour combattre le Nord.

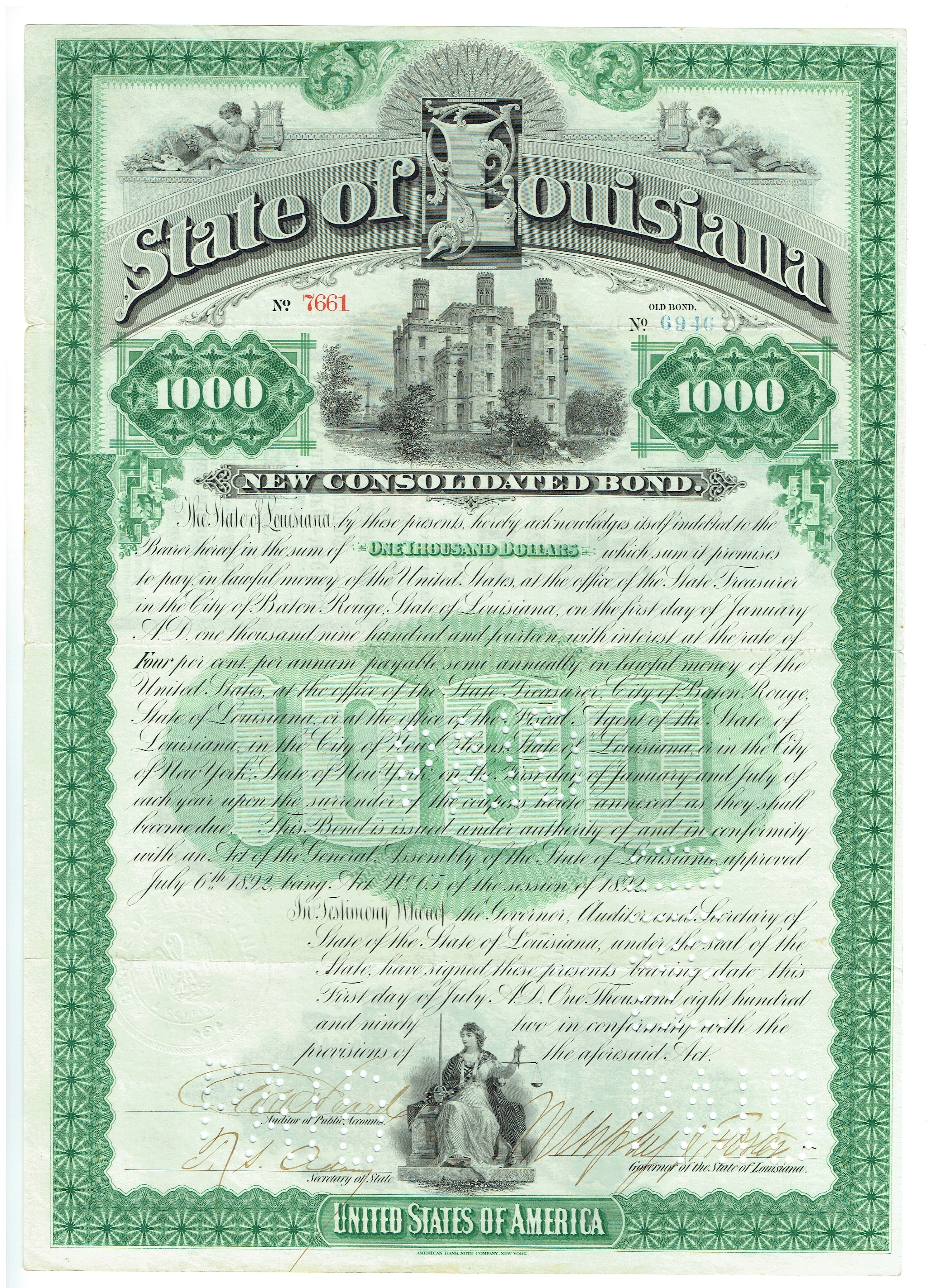
Obligation de la Louisiane en date du 6 juillet 1892.

En 1864, une nouvelle constitution consacre l'anglais comme une des langues officielles pour protéger les droits des habitants anglophones.
Après la guerre de Sécession, la Louisiane tout entière est parcourue de bandes armées qui fouettent, battent ou tuent des Noirs impunément. Selon le général Philip Sheridan, gouverneur militaire de la région, plus de 3 500 Noirs sont massacrés dans les 10 ans qui suivirent la guerre.
En mars 1891, onze italiens sont lynchés par plusieurs milliers de personnes. La couverture de l’événement par la presse fut largement complaisante, et les responsables du lynchage ne furent jamais poursuivis. The New York Times félicita les meurtriers, car la mort des Italiens « accroissait la sécurité des biens et de la vie des habitants de La Nouvelle-Orléans ». The Washington Post assura que le lynchage mettrait un terme au « règne de la terreur » qu’imposeraient les Italiens. Selon le Saint Louis Globe Democrat, les lyncheurs n'avaient fait qu'exercer « les droits légitimes de la souveraineté populaire ». Le massacre eut de graves répercussions diplomatiques. L’Italie suspendit ses relations diplomatiques avec les États-Unis après le refus du président Benjamin Harrison d'ouvrir une enquête fédérale. La presse et la rumeur publique propagèrent l'idée que la marine italienne s’apprêtait à attaquer les ports américains et des milliers de volontaires se présentèrent pour faire la guerre à l'Italie. Les persécutions visant les Italiens se poursuivirent ailleurs en Louisiane ; six autres personnes sont tuées dans un lynchage en 1891.

### XXesiècle
À partir de 1916, il est interdit d'utiliser le français dans les écoles et en 1921, la Constitution louisianaise n'autorise l'usage que de la seule langue anglaise.
Les Louisianais participent à la Seconde Guerre mondiale de 1941 à 1945; les jeunes francophones sont privilégiés sur le continent européen.
En 1968, le Conseil pour le développement du français en Louisiane (CODOFIL), organisme d'État chargé de promouvoir le français en Louisiane est créé, à l'initiative de James Domengeaux, représentant (député) et avocat francophone. Par la suite, l'enseignement du français comme deuxième langue à l'école devient obligatoire. Les lois de 1968 en faveur de la renaissance francophone sont votées à l'unanimité par la Chambre des représentants et le Sénat de la Louisiane.
Le 9 mai 1972, Edwin Edwards est le premier gouverneur francophone élu de la Louisiane au XXe siècle.

### XXIesiècle
En 2004, Kathleen Blanco est la première femme gouverneur d'origine francophone de la Louisiane.
L'ouragan Katrina ravage le sud de la Louisiane en 2005 obligeant la totalité des habitants de La Nouvelle-Orléans à évacuer la ville. La Louisiane est atteinte en 2010 par la marée noire de Deepwater Horizon, plus grave que celle de l'Exxon Valdez en 1989 (Alaska).

## Géographie

Carte topographique de la Louisiane

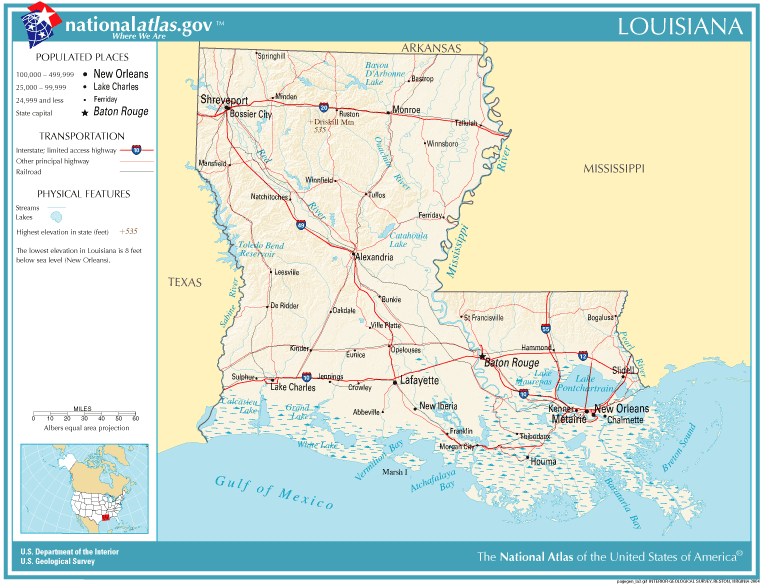
Carte de la Louisiane issue de l'Atlas national des États-Unis (National Atlas of the United States).

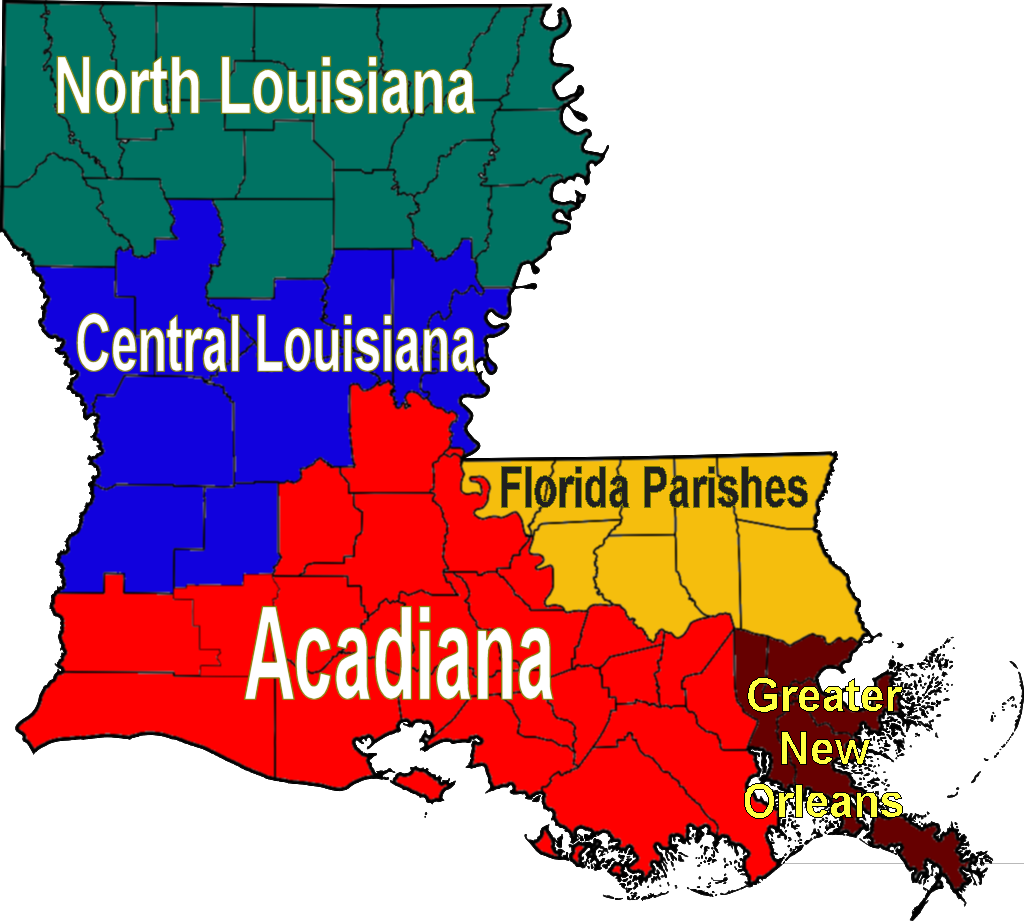
Régions de Louisiane.

Située dans le sud des États-Unis, au bord du golfe du Mexique, la Louisiane est une terre plate, excepté quelques zones vallonnées recouvertes de forêts de pins.
Un des territoires naturels les plus larges de la Louisiane est la forêt nationale de Kisatchie. Plus de la moitié du territoire de cette forêt abrite un écosystème pinifère.

### Hydrographie

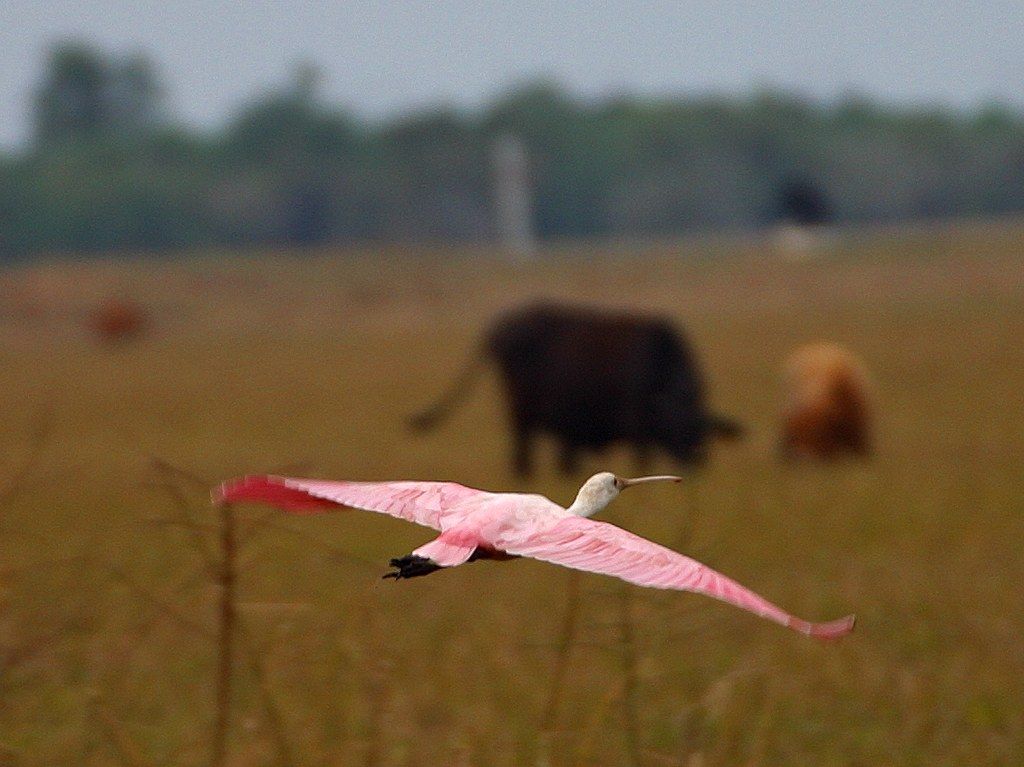
Spatule rosée en Louisiane.

L'eau est abondante, recouvrant environ 9 000 km2. La Louisiane est drainée par le bassin versant du Mississippi, qui forme le delta du Mississippi à son embouchure, en aval de La Nouvelle-Orléans.
À l'ouest, une vaste prairie naturelle, ponctuée de bosquets, débouche sur des marais côtiers envasés, bordés de cordons littoraux boueux (les chéniers). À l'est, menacées par les crues, bien que protégées par de nombreuses digues, les terres alluviales sont drainées par des chenaux mi-naturels mi-artificiels que l'on appelle bayous. La plaine deltaïque s'achève en une bande de sable, de vase et de mangrove, où eau et terre se mêlent sous une végétation luxuriante, et où depuis un siècle l'Homme lutte contre la nature par de gigantesques aménagements (canaux, endiguements…), qui pourrait n'avoir que repoussé (en les aggravant) les risques.

### Climat
La Louisiane est soumise au régime du climat subtropical humide. L'humidité y est omniprésente, particulièrement en été. Les hivers sont doux (moyenne de 12 °C) et les étés généralement torrides et moites (plus de 35 °C avec un taux d'humidité très important), influencés par le golfe du Mexique tout proche. La moyenne des températures est d'environ 20 °C. Des invasions d'air chaud tropical sont néanmoins possibles toute l'année.
Les 40 °C sont atteints presque chaque année (sous abri) dans l'État. Le mois d'août 2011 est marqué par 30 jours avec des températures supérieures à 40 °C à l'ombre à l’intérieur de l’État, notamment à Shreveport.
La température la plus haute connue en Louisiane est enregistrée à Plain Dealing le 10 août 1936 avec 46 °C et la plus basse connue est enregistrée à Minden avec −27 °C le 13 février 1899.

### Changement climatique et érosion côtière
Des siècles de contribution humaine au changement climatique mondial, particulièrement stimulée par la révolution industrielle, ont provoqué en Louisiane un processus d'érosion extraordinairement drastique qui a eu un impact sur l'écologie côtière et fluviale, la géographie et les peuples qui y vivent. Les communautés indigènes, noires, créoles et cajuns ('cadiens) qui occupent la région sont particulièrement touchées. Celles de l'Isle à Jean Charles ont notamment été obligées de déménager.

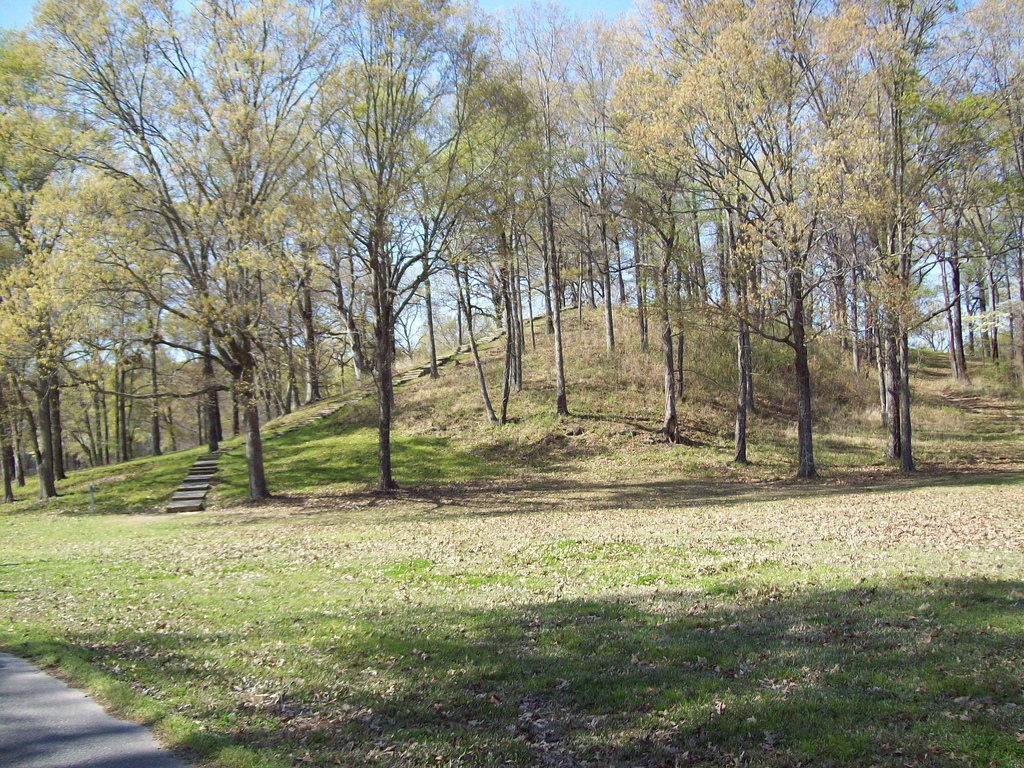
Le site de Poverty Point en Louisiane.

### Aires protégées

Les tertres monumentaux de Poverty Point sont inscrits au patrimoine mondial de l'UNESCO depuis 2014.

Le National Park Service gère les sites suivants en Louisiane[réf. nécessaire] :
- Atchafalaya National Wildlife Refuge ;
- Cane River Creole National Historical Park ;
- El Camino Real de los Tejas ;
- Parc historique national et réserve Jean Lafitte ;
- New Orleans Jazz National Historical Park ;
- Poverty Point ;
- Vicksburg National Military Park.

### Biologie
Une dizaine d'espèces animales ou végétales, décrites en Louisiane voire endémiques, ont reçu l'épithète spécifique ludovicianus, ludoviciana ou ludovicianum (« de Louisiane »).

## Subdivisions administratives

### Paroisses
Contrairement aux autres États des États-Unis, l'État de Louisiane n'est pas divisé en comtés mais en 64 paroisses.

### Agglomérations

#### Aires métropolitaines et micropolitaines
Le Bureau de la gestion et du budget a défini neuf aires métropolitaines et neuf aires micropolitaines dans l'État de Louisiane.
| Zone urbaine                | Population (2010) | Population (2013) | Variation (2010-2013) | Rang national (2013) |
| --------------------------- | ----------------- | ----------------- | --------------------- | -------------------- |
| New Orleans-Metairie, LA    | 1 189 866         | 1 240 977         | 4,3 %                 | 45                   |
| Bâton-Rouge, LA             | 802 484           | 820 159           | 2,2 %                 | 69                   |
| Lafayette, LA               | 466 750           | 479 116           | 2,7 %                 | 108                  |
| Shreveport-Bossier City, LA | 439 811           | 446 471           | 1,5 %                 | 113                  |
| Houma-Thibodaux, LA         | 208 178           | 209 890           | 0,8 %                 | 207                  |
| Lake Charles, LA            | 199 607           | 202 040           | 1,2 %                 | 213                  |
| Monroe, LA                  | 176 441           | 178 564           | 1,2 %                 | 231                  |
| Alexandria, LA              | 153 922           | 154 753           | 0,5 %                 | 261                  |
| Hammond, LA                 | 121 097           | 125 412           | 3,6 %                 | 313                  |

| Zone urbaine        | Population (2010) | Population (2013) | Variation (2010-2013) | Rang national (2013) |
| ------------------- | ----------------- | ----------------- | --------------------- | -------------------- |
| Opelousas, LA       | 83 384            | 83 454            | 0,1 %                 | 60                   |
| Morgan City, LA     | 54 650            | 53 543            | -2,0 %                | 182                  |
| Fort Polk South, LA | 52 334            | 52 606            | 0,5 %                 | 191                  |
| Ruston, LA          | 46 735            | 47 414            | 1,5 %                 | 231                  |
| Bogalusa, LA        | 47 168            | 46 419            | -1,6 %                | 242                  |
| Natchitoches, LA    | 39 566            | 39 138            | -1,1 %                | 321                  |
| DeRidder, LA        | 35 654            | 36 167            | 1,4 %                 | 369                  |
| Bastrop, LA         | 27 979            | 27 057            | -3,3 %                | 455                  |
| Natchez, MS-LA      | 20 822 (53 119)   | 20 442 (52 532)   | -1,8 % (-1,1 %)       | (192)                |

En 2010, 91,9 % des Louisianais résidaient dans une zone à caractère urbain, dont 82,9 % dans une aire métropolitaine et 9,0 % dans une aire micropolitaine.

#### Aires métropolitaines combinées
Le Bureau de la gestion et du budget a également défini quatre aires métropolitaines combinées dans ou en partie dans l'État de Louisiane.
| Zone urbaine                        | Population (2010)     | Population (2013)     | Variation (2010-2013) | Rang national (2013) |
| ----------------------------------- | --------------------- | --------------------- | --------------------- | -------------------- |
| New Orleans-Metairie-Hammond, LA-MS | 1 358 131 (1 413 965) | 1 412 808 (1 467 880) | 4,0 % (3,8 %)         | (37)                 |
| Lafayette-Opelousas-Morgan City, LA | 604 784               | 616 113               | 1,9 %                 | 78                   |
| Monroe-Ruston-Bastrop, LA           | 251 155               | 253 035               | 0,8 %                 | 117                  |
| DeRidder-Fort Polk South, LA        | 87 988                | 88 773                | 0,9 %                 | 162                  |

### Municipalités

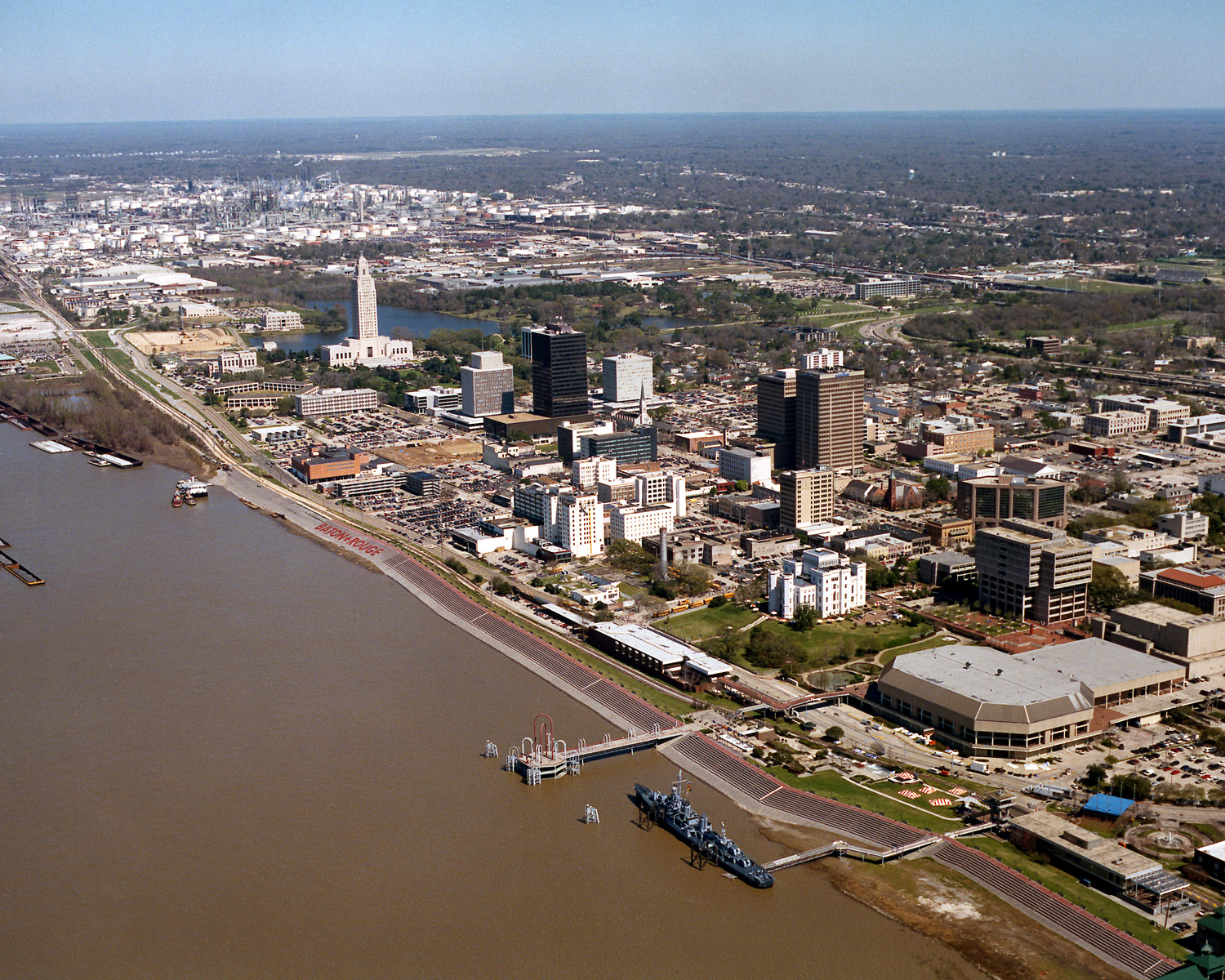
La capitale de la Louisiane, Baton Rouge.

L'État de Louisiane compte 304 municipalités, dont 16 de plus de 20 000 habitants.
| Rang | Municipalité        | Paroisse        | Population (2010) | Population (2013) | Variation (2010-2013) |
| ---- | ------------------- | --------------- | ----------------- | ----------------- | --------------------- |
| 1    | La Nouvelle-Orléans | Orléans         | 343 829           | 378 715           | 10,1 %                |
| 2    | Bâton-Rouge         | Baton Rouge Est | 229 493           | 229 426           | -0,0 %                |
| 3    | Shreveport          | Caddo, Bossier  | 199 311           | 200 327           | 0,5 %                 |
| 4    | Lafayette           | Lafayette       | 120 623           | 124 276           | 3,0 %                 |
| 5    | Lake Charles        | Calcasieu       | 71 993            | 74 024            | 2,8 %                 |
| 6    | Kenner              | Jefferson       | 66 702            | 66 975            | 0,4 %                 |
| 7    | Bossier City        | Bossier         | 61 315            | 66 333            | 8,2 %                 |
| 8    | Monroe              | Ouachita        | 48 815            | 49 761            | 1,9 %                 |
| 9    | Alexandria          | Rapides         | 47 723            | 48 426            | 1,5 %                 |
| 10   | Houma               | Terrebonne      | 33 727            | 34 040            | 0,9 %                 |
| 11   | La Nouvelle-Ibérie  | Ibérie          | 30 617            | 30 797            | 0,6 %                 |
| 12   | Central             | Baton Rouge Est | 26 864            | 27 743            | 3,3 %                 |
| 13   | Slidell             | St. Tammany     | 27 068            | 27 526            | 1,7 %                 |
| 14   | Ruston              | Lincoln         | 21 859            | 22 287            | 2,0 %                 |
| 15   | Hammond             | Tangipahoa      | 20 019            | 20 337            | 1,6 %                 |
| 16   | Sulphur             | Calcasieu       | 20 410            | 20 155            | -1,3 %                |

## Démographie

### Population

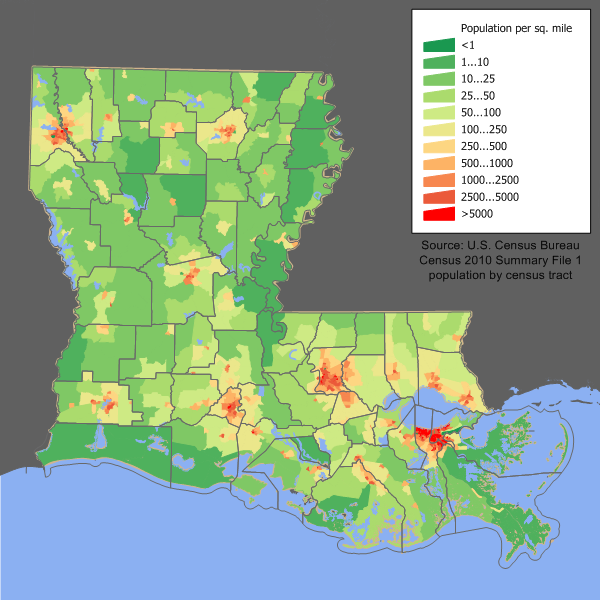
Densités de population en 2010 (en mille carré).

Le Bureau du recensement des États-Unis estime la population de la Louisiane à 4 648 794 habitants au 1er juillet 2019, soit une hausse de 2,55 % depuis le recensement des États-Unis de 2010 qui tablait la population à 4 533 372 habitants. Depuis 2010, l'État connaît la 28e croissance démographique la plus soutenue des États-Unis.
Avec 4 533 372 habitants en 2010, la Louisiane était le 25e État le plus peuplé des États-Unis. Sa population comptait pour 1,47 % de la population du pays. Le centre démographique de l'État était localisé dans le nord-est de la paroisse de la Pointe Coupée.
Avec 40,51 hab./km2 en 2010, la Louisiane était le 25e État le plus dense des États-Unis.
Le taux d'urbains était de 73,2 % et celui de ruraux de 26,8 %.
En 2010, le taux de natalité s'élevait à 13,8 ‰ (13,6 ‰ en 2012) et le taux de mortalité à 9,0 ‰ (9,2 ‰ en 2012). L'indice de fécondité était de 1,95 enfant par femme (1,92 en 2012). Le taux de mortalité infantile s'élevait à 7,6 ‰ (8,2 ‰ en 2012). La population était composée de 24,66 % de personnes de moins de 18 ans, 10,47 % de personnes entre 18 et 24 ans, 26,32 % de personnes entre 25 et 44 ans, 26,25 % de personnes entre 45 et 64 ans et 12,31 % de personnes de 65 ans et plus. L'âge médian était de 35,8 ans.
Entre 2010 et 2013, l'accroissement de la population (+ 92 098) était le résultat d'une part d'un solde naturel positif (+ 68 030) avec un excédent des naissances (201 132) sur les décès (133 102), et d'autre part d'un solde migratoire positif (+ 24 263) avec un excédent des flux migratoires internationaux (+ 21 772) et un excédent des flux migratoires intérieurs (+ 2 491).
Selon des estimations de 2013, 95,4 % des Louisianais étaient nés dans un État fédéré, dont 77,9 % dans l'État de Louisiane et 17,5 % dans un autre État (10,7 % dans le Sud, 2,9 % dans le Midwest, 2,3 % dans l'Ouest, 1,6 % dans le Nord-Est), 0,7 % étaient nés dans un territoire non incorporé ou à l'étranger avec au moins un parent américain et 3,9 % étaient nés à l'étranger de parents étrangers (52,8 % en Amérique latine, 32,8 % en Asie, 9,4 % en Europe, 3,2 % en Afrique, 1,7 % en Amérique du Nord, 0,1 % en Océanie). Parmi ces derniers, 41,6 % étaient naturalisés américain et 58,4 % étaient étrangers,.
Selon des estimations de 2012 effectuées par le Pew Hispanic Center, l'État comptait 55 000 immigrés illégaux, soit 1,2 % de la population.

### Composition ethno-raciale et origines ancestrales

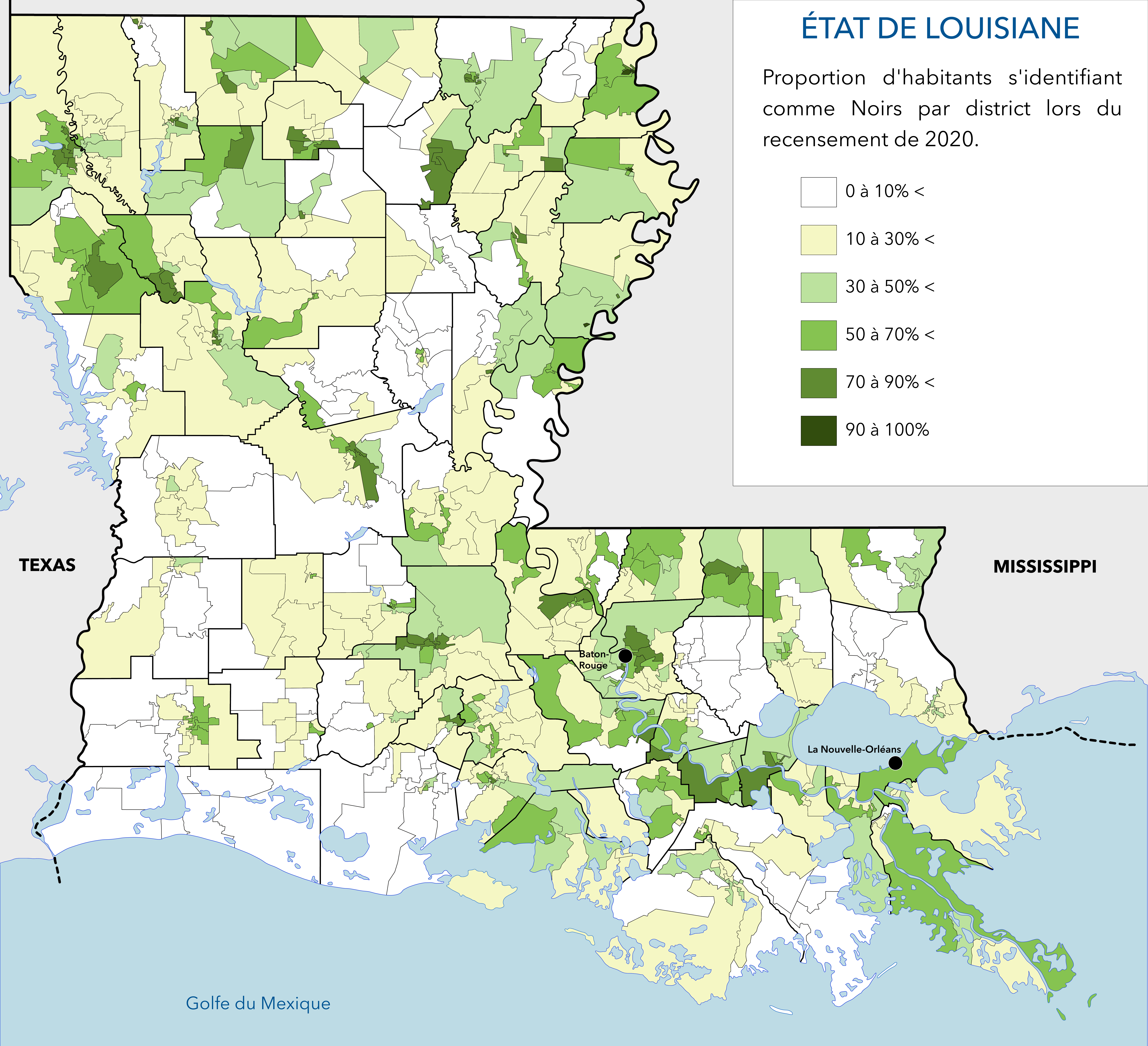
Proportion d'habitants s'identifiant comme Noirs en 2020 par district

Selon le recensement des États-Unis de 2010, la population était composée de 62,56 % de Blancs, 32,04 % de Noirs, 1,61 % de Métis, 1,55 % d'Asiatiques (0,63 % de Viêts), 0,67 % d'Amérindiens, 0,04 % d'Océaniens et 1,53 % de personnes n'entrant dans aucune de ces catégories.
Les Métis se décomposaient entre ceux revendiquant deux races (1,48 %) et ceux revendiquant trois races ou plus (0,13 %).
Les non hispaniques représentaient 95,75 % de la population avec 60,33 % de Blancs, 31,82 % de Noirs, 1,53 % d'Asiatiques, 1,27 % de Métis, 0,62 % d'Amérindiens, 0,03 % d'Océaniens et 0,15 % de personnes n'entrant dans aucune de ces catégories, tandis que les Hispaniques comptaient pour 4,25 % de la population, principalement des personnes originaires du Mexique (1,73 %) et du Honduras (0,68 %).
En 2010, l'État de Louisiane avait la 2e plus forte proportion de Noirs après le Mississippi (37,02 %). A contrario, l’État avait la 6e plus faible proportion de Blancs des États-Unis.
L'État comptait également le 10e plus grand nombre de Noirs (1 452 396) des États-Unis.
|                                         | 1940  | 1950  | 1960  | 1970  | 1980  | 1990  | 2000  | 2010  |
| --------------------------------------- | ----- | ----- | ----- | ----- | ----- | ----- | ----- | ----- |
| Blancs                                  | 63,95 | 66,95 | 67,91 | 69,80 | 69,24 | 67,28 | 63,91 | 62,56 |
| ———Non hispaniques                      |       |       |       |       | 67,56 | 65,78 | 62,53 | 60,33 |
| Noirs                                   | 35,93 | 32,88 | 31,91 | 29,85 | 29,44 | 30,79 | 32,49 | 32,04 |
| ———Non hispaniques                      |       |       |       |       |       |       | 32,30 | 31,82 |
| Asiatiques (et Océaniens jusqu'en 1990) | 0,04  | 0,05  | 0,06  | 0,12  | 0,57  | 0,97  | 1,23  | 1,55  |
| ———Non hispaniques                      |       |       |       |       |       |       | 1,21  | 1,53  |
| Autres                                  | 0,08  | 0,12  | 0,12  | 0,23  | 0,75  | 0,96  | 2,37  | 3,85  |
| ———Non hispaniques                      |       |       |       |       |       |       | 1,55  | 2,07  |
| Hispaniques (toutes races confondues)   |       |       |       |       | 2,36  | 2,20  | 2,41  | 4,25  |

En 2013, le Bureau du recensement des États-Unis estime la part des non hispaniques à 95,3 %, dont 59,5 % de Blancs, 32,1 % de Noirs, 1,6 % d'Asiatiques et 1,4 % de Métis, et celle des Hispaniques à 4,7 %.
En 2000, les Louisianais s'identifiaient principalement comme étant d'origine française (12,2 %), américaine (10,1 %), allemande (7,1 %), irlandaise (7,0 %), anglaise (5,2 %), italienne (4,4 %) et canadienne-française (3,0 %).
En 2000, l'État avait la 4e plus forte proportion de personnes d'origine française et la 7e plus forte proportion de personnes d'origine canadienne-française.
L'État abrite la 33e communauté juive des États-Unis. Selon le North American Jewish Data Bank, l'État comptait 10 675 Juifs en 2013 (16 115 en 1971), soit 0,2 % de la population. Ils se concentraient principalement dans les agglomérations de New Orleans-Metairie (7 650) et de Baton Rouge (1 600).
Les Amérindiens s'identifiaient principalement comme étant Houmas (22,4 %), Cherokees (8,9 %) et Chactas (5,4 %).
Les Hispaniques étaient principalement originaires du Mexique (40,8 %), du Honduras (15,9 %), de Porto Rico (6,0 %), de Cuba (5,4 %), du Guatemala (3,5 %), du Nicaragua (3,3 %) et d'Espagne (3,1 %). Composée à 52,6 % de Blancs, 7,9 % de Métis, 5,2 % de Noirs, 1,3 % d'Amérindiens, 0,4 % d'Asiatiques, 0,2 % d'Océaniens et 32,4 % de personnes n'entrant dans aucune de ces catégories, la population hispanique représentait 21,3 % des Océaniens, 20,7 % des Métis, 8,1 % des Amérindiens, 3,6 % des Blancs, 1,1 % des Asiatiques, 0,7 % des Noirs et 90,2 % des personnes n'entrant dans aucune de ces catégories.
L'État avait la plus forte proportion de personnes originaires du Honduras (0,68 %), la 5e plus forte proportion de personnes originaires du Nicaragua (0,14 %) et la 7e plus forte proportion de personnes originaires de Cuba (0,23 %).
L'État comptait également le 7e plus grand nombre de personnes originaires du Honduras (30 617) et le 8e plus grand nombre de personnes originaires du Nicaragua (6 390).
Les Asiatiques s'identifiaient principalement comme étant Viêts (40,4 %), Indiens (15,9 %), Chinois (14,3 %), Philippins (9,1 %) et Coréens (4,8 %).
L'État avait la 8e plus forte proportion de Viêts (0,63 %).
L'État comptait également le 10e plus grand nombre de Viêts (28 352).
Les Métis se décomposaient entre ceux revendiquant deux races (92,2 %), principalement blanche et noire (27,4 %), blanche et amérindienne (20,4 %), blanche et autre (13,5 %), blanche et asiatique (12,3 %), noire et amérindienne (6,1 %) et noire et autre (4,5 %), et ceux revendiquant trois races ou plus (7,8 %).

### Religions
| Religion                    | Louisiane | États-Unis |
| --------------------------- | --------- | ---------- |
| Protestantisme évangélique  | 27        | 25,4       |
| Catholicisme                | 26        | 20,8       |
| Églises noires              | 22        | 6,5        |
| Non affiliés                | 10        | 15,8       |
| Protestantisme traditionnel | 8         | 14,7       |
| Agnosticisme                | 2         | 4,0        |
| Athéisme                    | 2         | 3,1        |
| Autres                      | 3         | 9,7        |

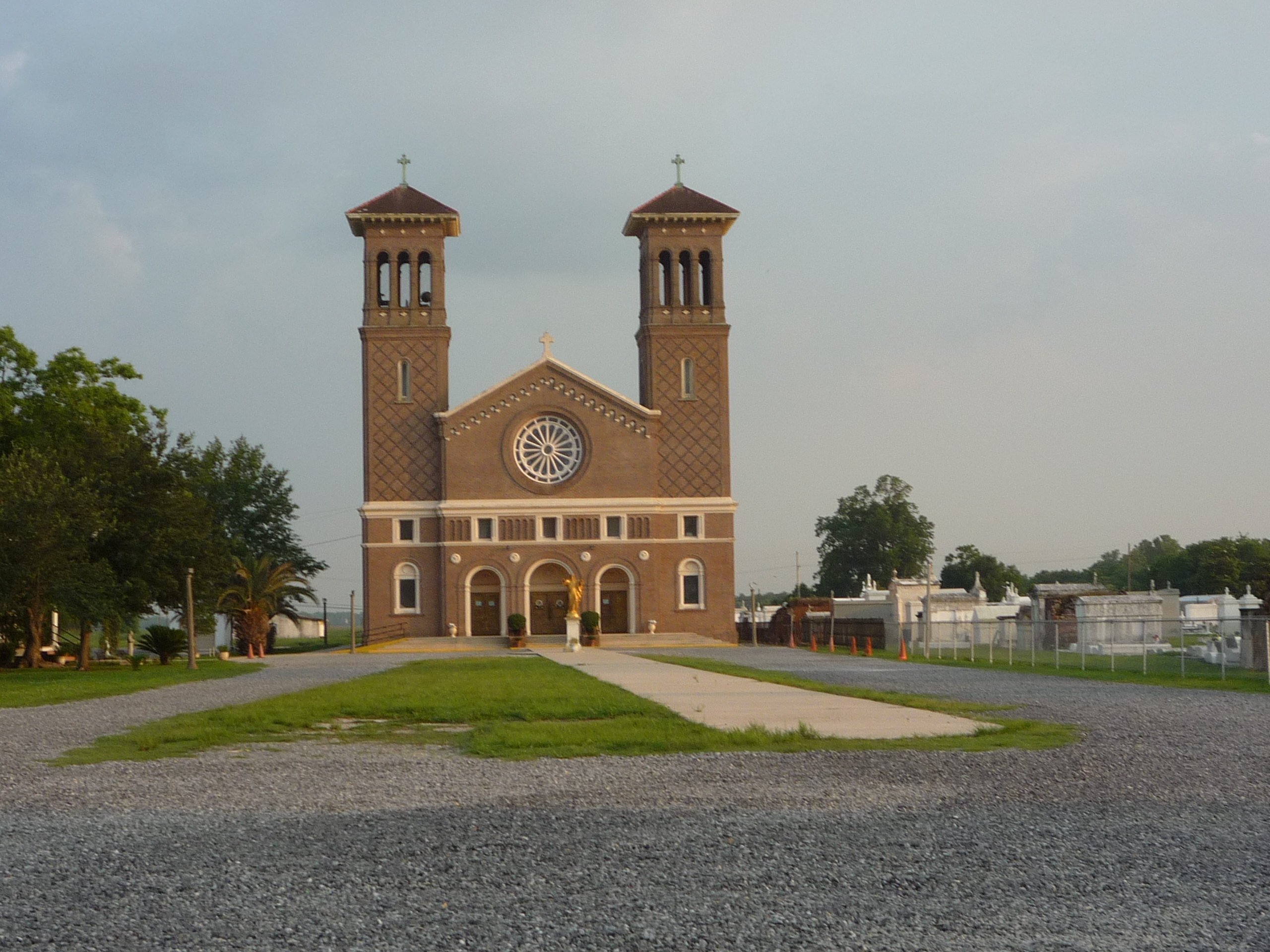
Cathédrale catholique située à Edgard en Louisiane.

Selon l'institut de sondage The Gallup Organization, en 2015, 54 % des habitants de Louisiane se considèrent comme « très religieux » (40 % au niveau national), 29 % comme « modérément religieux » (29 % au niveau national) et 17 % comme « non religieux » (31 % au niveau national).

### Langues
| Langue          | 1980    | 1990    | 2000    | 2010    | 2016    |
| --------------- | ------- | ------- | ------- | ------- | ------- |
| Anglais         | 90,01 % | 89,91 % | 90,82 % | 91,47 % | 91,93 % |
| Français        | 6,85 %  | 5,86 %  | 4,33 %  | 2,80 %  | 2,01 %  |
| Français cadien | 6,85 %  | 0,71 %  | 0,35 %  | 0,51 %  | 2,01 %  |
| Espagnol        | 1,32 %  | 1,86 %  | 2,53 %  | 3,30 %  | 3,82 %  |
| Vietnamien      | 0,23 %  | 0,37 %  | 0,56 %  | 0,59 %  | 0,55 %  |
| Autres          | 1,58 %  | 1,29 %  | 1,41 %  | 1,33 %  | 1,69 %  |

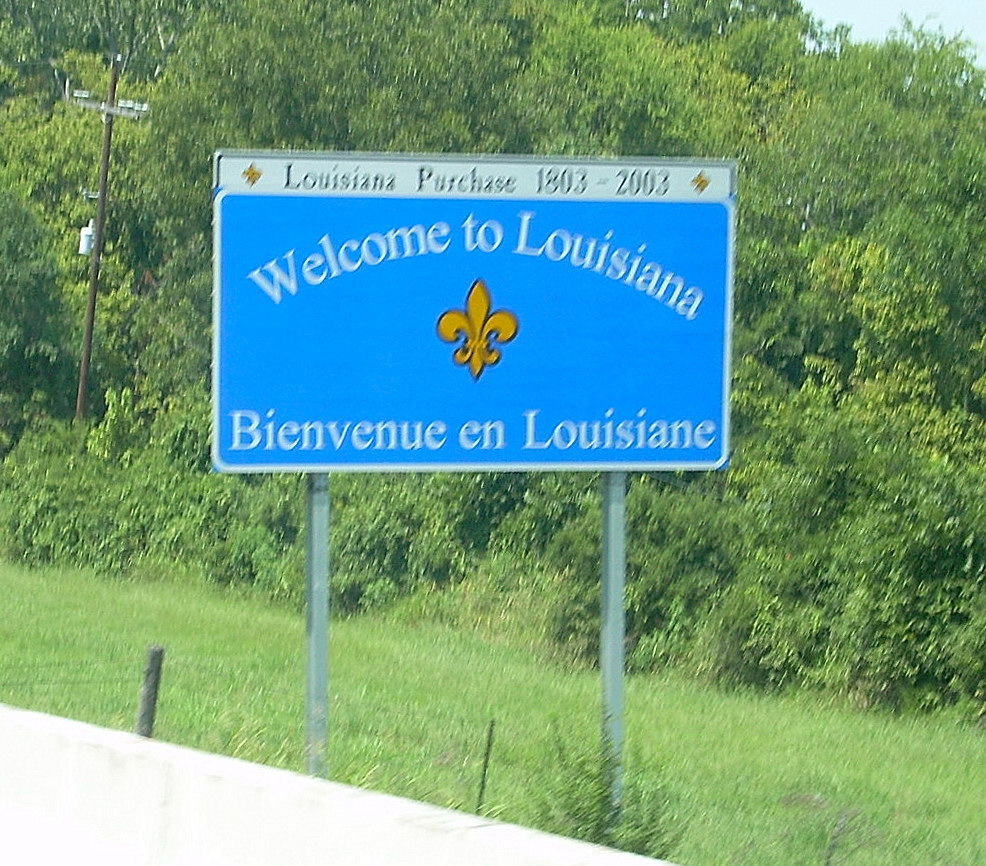
Panneau routier bilingue à l'entrée de la Louisiane.

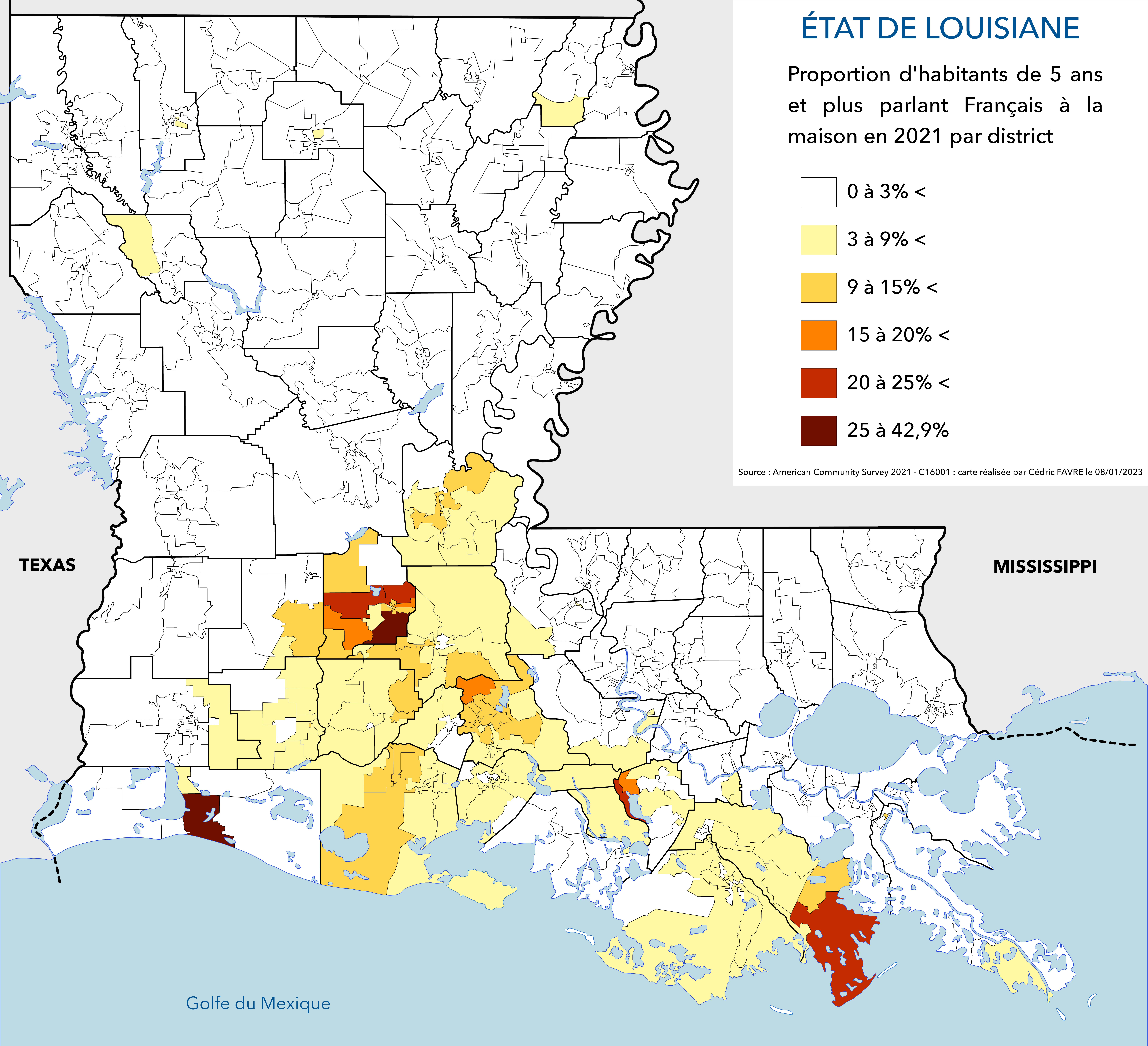
Proportion d'habitants de 5 ans et plus parlant Français à la maison en 2021 et par district.

Les francophones sont essentiellement des Cadiens, des Créoles francophones, des membres des nations autochtones Houma et Chitimachas.

#### Francophonie

Drapeau franco-américain.

Dès le début du XXe siècle, la langue française a connu une chute de locuteurs due à la politique d’assimilation menée sur la population francophone à cette époque. Dans les années 1940, les francophones deviennent minoritaires en Louisiane et la préservation du français est menacée. Dans les années 1960, les francophones étaient au nombre de 1 million en Louisiane. Ce chiffre tombe sous la barre des 100 000 locuteurs en 1980. Cependant le français connait une renaissance et le nombre de francophones atteint les 200 000 en 2000. Selon les dernières estimations, près de 7% de la population Louisianaise est francophone, soit entre 250 000 et 300 000 personnes faisant donc du français la seconde langue la plus parlée de Louisiane (ceci inclut toutes les formes de français).
En Louisiane, le fait francophone a été relancé en majorité par la création du CODOFIL (Conseil pour le Développement du Français en Louisiane) en 1968 par James Domengeaux.
En 2018, la Louisiane rejoint l'Organisation internationale de la francophonie (OIF), un événement important dans l’histoire de la Louisiane.

##### Historique
Lors de la vente de la Louisiane par Napoléon Bonaparte aux États-Unis en 1803, le territoire louisianais est essentiellement peuplé de colons d'origine française, composés de Franco-louisianais, d'Acadiens, de Canadiens français, de Créoles et d'esclaves. Au sein de l'État de Louisiane à partir de 1812, le port de La Nouvelle-Orléans va recevoir un flot important et continu d'immigrants jusqu'à la guerre de Sécession. Les premiers à s'installer entre 1804 et 1810 furent plusieurs milliers de Français en provenance de la colonie de Saint-Domingue fuyant avec leurs esclaves la révolution haïtienne. Puis arrivèrent ensuite quatre flux continus d'immigrants venus du reste des États-Unis, de France, d'Irlande et d'Allemagne.

##### Francophones et anglophones
Lors de son voyage en Amérique, Alexis de Tocqueville séjourne à La Nouvelle-Orléans en 1832 et rencontre le procureur général de la Louisiane, Étienne Mazureau qui lui fournit de nombreuses données sociologiques, démographiques et linguistiques sur la Louisiane et notamment La Nouvelle-Orléans. La ville portuaire est alors divisée en trois municipalités ; deux sont francophones et une anglophone.

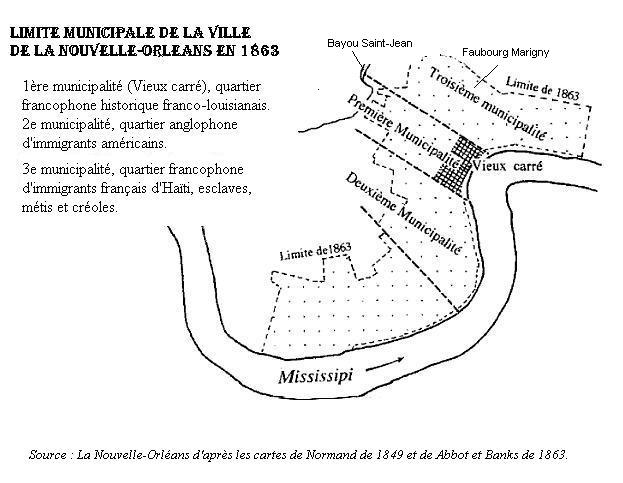
Carte des municipalités et zones linguistiques de La Nouvelle-Orléans en 1863.

- La première municipalité est composée du Vieux carré français historique et des quartiers de Tremé, Fontainebleau, Audubon et du Bayou Saint-Jean. C'est une municipalité francophone peuplée depuis la colonisation de la Louisiane française.
- La seconde municipalité est située en amont du fleuve Mississippi. Elle est contiguë à la première et accueille les immigrants américains anglophones venus du reste des États-Unis. Majoritairement protestante, la municipalité va recevoir de nombreux Irlandais catholiques notamment avec la mise en place d'offices religieux catholiques en langue anglaise.
- La troisième municipalité est située en aval du fleuve Mississippi. Elle est contiguë à la première municipalité. Elle est composée du faubourg Marigny. Elle est peuplée à l'origine de créoles, mulâtres et métis franco-africains. Elle fut le lieu historique du plaçage, système hérité de la période française, mais en désuétude, qui consistait à placer des femmes esclaves noires pour les maîtres blancs comme concubines. Les enfants métissés, issus de ces centaines de couples devinrent des hommes de couleur libres. La 3e municipalité accueillit, par la suite, plusieurs milliers d'immigrants venus de France au cours du XIXe siècle.

##### Fin de la suprématie linguistique française
Jusqu'à la guerre de Sécession, la langue française demeure prépondérante dans l'État de Louisiane, mais la division entre francophones blancs et francophones noirs apparaît lors du conflit armé entre Confédérés et Unionistes. Les francophones blancs, majoritairement esclavagistes, font cause commune avec les Confédérés favorables au système esclavagiste. En fait bilingues, ils optent pour l'assimilation de fait à l'anglo-américain. Créoles, métis, mulâtres et esclaves noirs, massivement monolingues, restent fidèles à la langue française. Après les ravages et les bouleversements de la guerre civile, mais aussi la forte immigration irlandaise, le paysage linguistique de la Louisiane change. Les francophones ne sont plus majoritaires et s'intègrent à la société américaine. Même si on continue à parler français chez soi, la majorité des écoles n'offrent plus que l'anglais comme langue d'instruction. Quant aux Créoles, mulâtres, métis et anciens esclaves francophones, ils ne peuvent constituer des écoles francophones en raison de leur pauvreté. La langue française va alors régresser jusqu'à la Première Guerre mondiale et sera même bannie officiellement au début des années 1920.

##### Renouveau de la langue et de la culture françaises

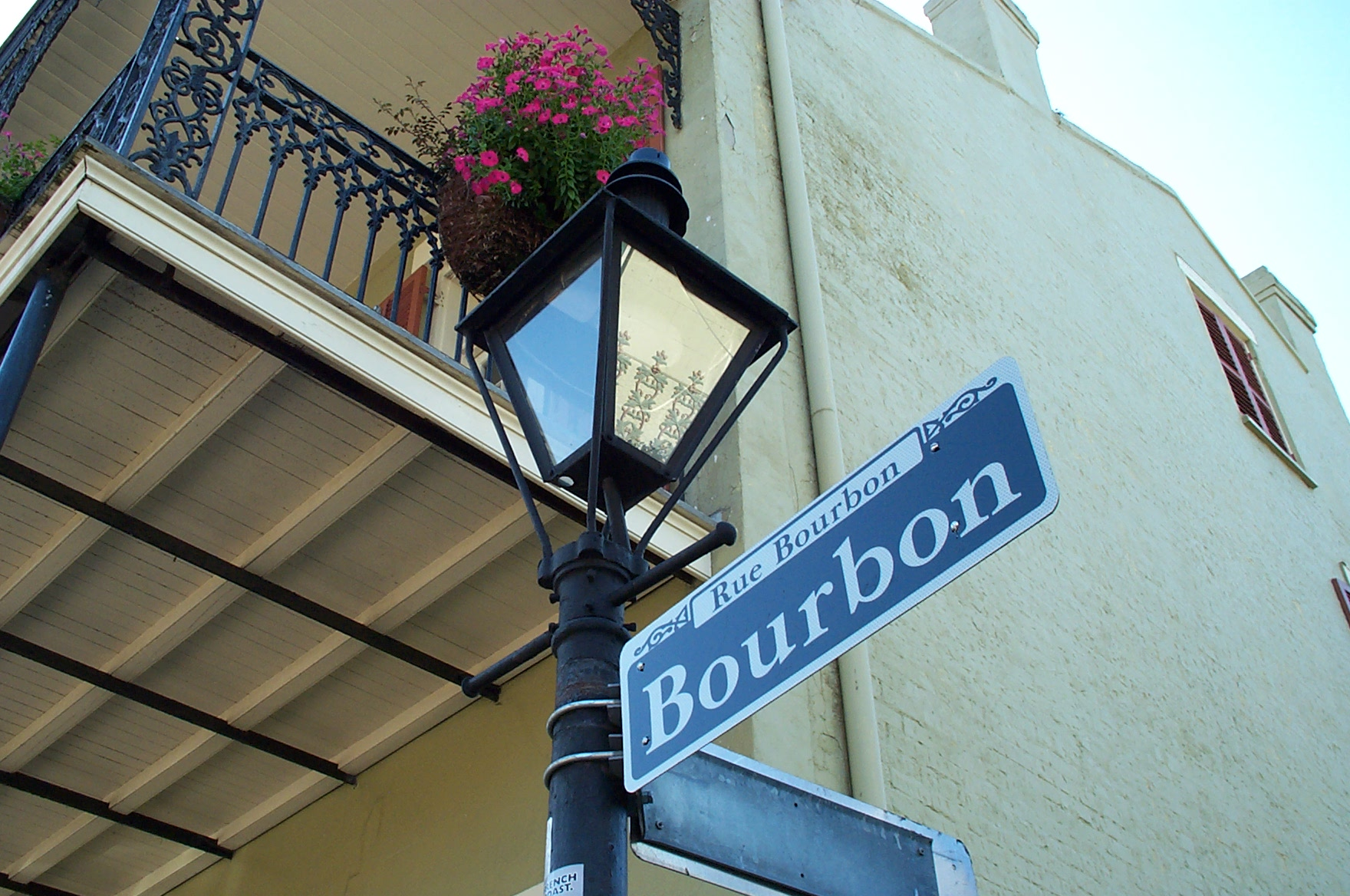
Plaques bilingues Rue Bourbon, dans le Vieux carré de La Nouvelle-Orléans.

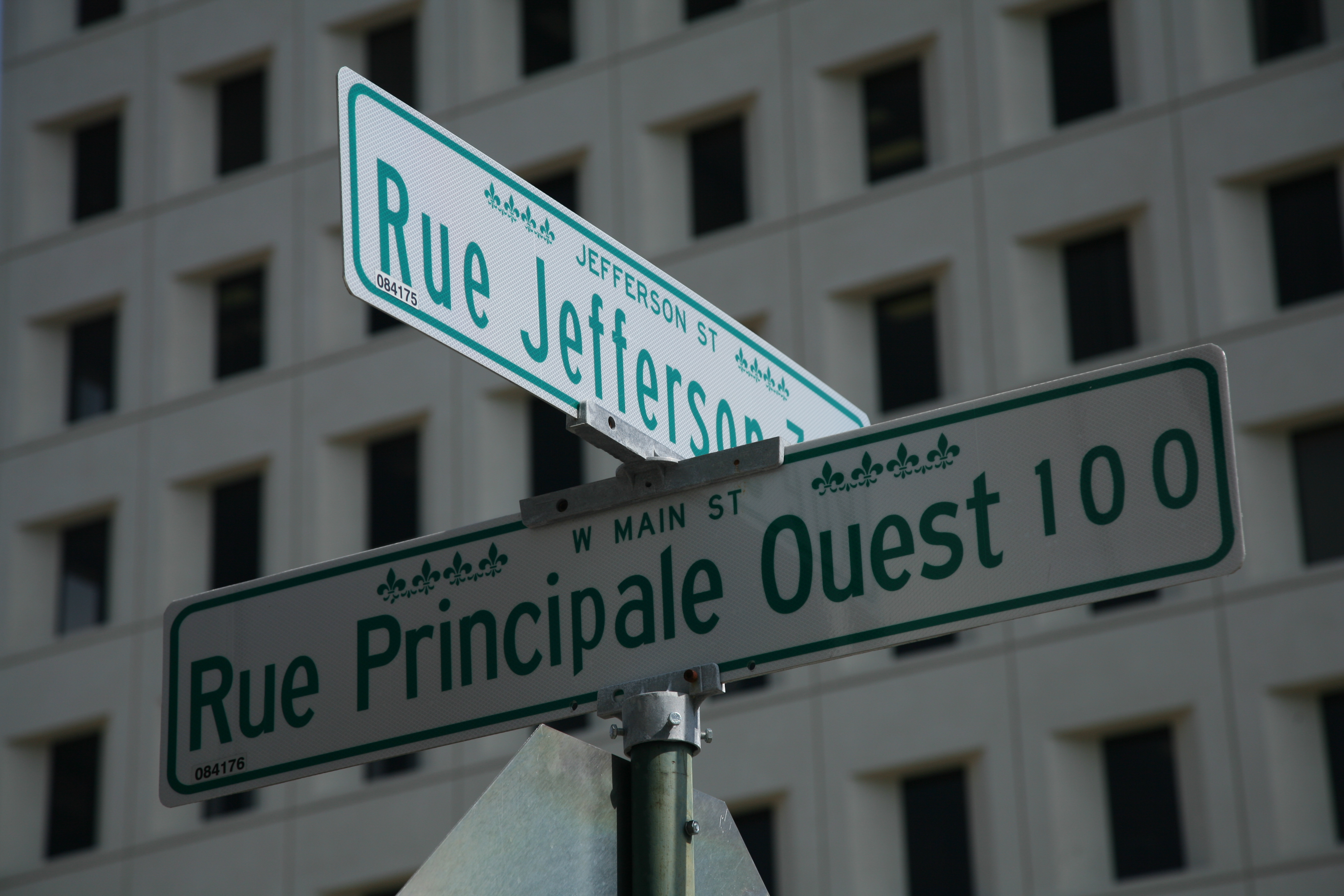
Plaques bilingues des noms des rues de Lafayette.

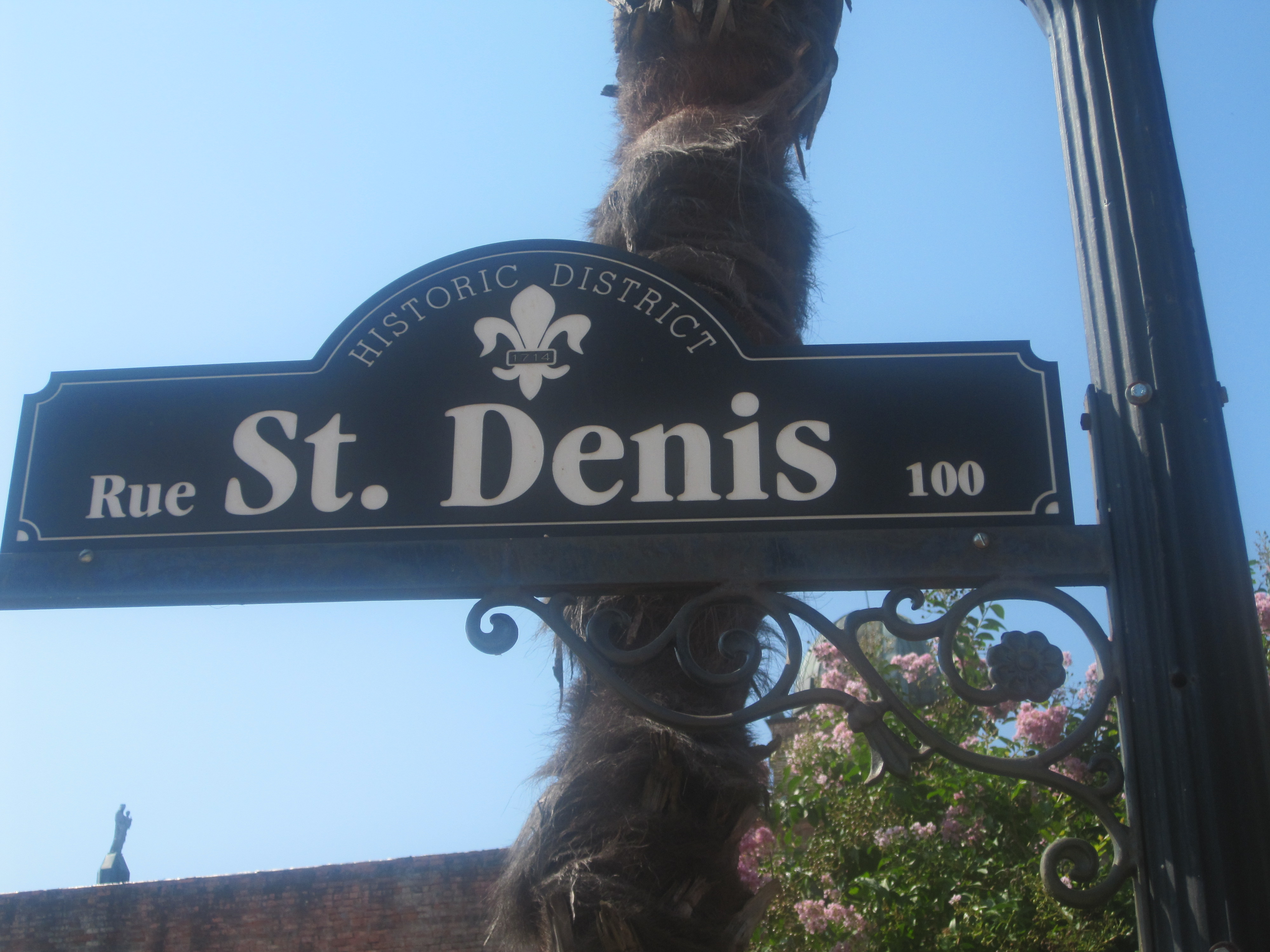
Nom de rue à Natchitoches en l'honneur de Louis Juchereau de Saint-Denis.

Il faut attendre 1968 pour voir renaître officiellement la langue française en Louisiane. Le Conseil pour le développement du français en Louisiane dirigé par James Domengeaux va se battre pour imposer la langue française comme seconde langue officielle de l'État de Louisiane. Le français n'a jamais totalement disparu. Les anciens le parlent encore et leurs petits-enfants se mettent à s'intéresser à leurs origines françaises. Un renouveau de l'apprentissage du français apparaît en Louisiane. L'Organisation internationale de la francophonie participe à cet engouement en envoyant des centaines d'enseignants français, belges, canadiens, suisses, maghrébins et même vietnamiens former à la fois les élèves et leurs futurs enseignants. Depuis cette date, la langue française a permis aux Franco-Louisianais de retrouver une fierté de parler leur langue et d'assumer pleinement leurs origines. La région d'Acadiane, peuplée de francophones, affiche désormais sa francité dans les rues, dans les radios locales, lors des festivités et aussi le jour de Mardi gras.

##### Situation actuelle
Le Conseil pour le développement du français en Louisiane ou CODOFIL est une agence de l'État pour la promotion de l'usage du français (aussi bien français métropolitain que le français cadien et le créole louisianais) dans la population de Louisiane. Le conseil a son siège à Lafayette. Son dirigeant historique, James Domengeaux se battait pour imposer la langue française comme seconde langue de facto de l'État de Louisiane.
Le président actuel du CODOFIL est William Arceneaux. Le CODOFIL, qui a aussi le titre « Agence des Affaires Francophones de Louisiane », est dirigé par un conseil de 23 membres. Le français est la langue de travail de cette agence, faisant de la Louisiane un État francophone de jure.
Les 18 et 17 mars 1982, le ministre de l'éducation des États-Unis, Terrel Bell, se rend en Louisiane à l'invitation du CODOFIL. Il vient constater l'application de la « résolution 161 » votée par le Sénat louisianais en 1980, sur le statut de la langue française comme langue seconde de la Louisiane.
La Louisiane fonctionne principalement en anglais, l'usage du français et du créole louisianais étant rare à l'extérieur du « triangle cadien » à l'ouest de La Nouvelle-Orléans. Plusieurs dialectes du français sont parlés dans l'État. Il existe aussi deux dialectes du créole parlés dans l'État : le créole louisianais (qui ressemble le plus au créole seychellois et mauricien) ainsi qu'un dialecte qui se rapproche du créole haïtien.
Le français et le créole sont parlés principalement dans le triangle comprenant 23 paroisses dans l'extrême sud de l'État, situées à l'ouest du Mississippi. La ville de Lafayette y est la capitale culturelle francophone et créolophone de la région de l'Acadiane (l'Acadiana).
La pratique de ces différentes façons de parler français est en déclin, bien que depuis quelques années, elle connaît un regain grâce à l'action et au dynamisme du CODOFIL et sur le plan international par ses échanges culturels avec les autres nations membres de la Francophonie. En 1971, Edwin Edwards devient le premier gouverneur francophone du XXe siècle de la Louisiane. Il est réélu pour quatre mandats. Kathleen Babineaux Blanco, qui a servi comme gouverneur de 2004 à 2008, est aussi francophone.
En 2009, le gouverneur Bobby Jindal signe un projet de loi faisant de la fleur de lys l'emblème de la Louisiane.

## Politique
| Gouvernement de Louisiane | Gouvernement de Louisiane | Gouvernement de Louisiane | Gouvernement de Louisiane | Gouvernement de Louisiane | Gouvernement de Louisiane | Gouvernement de Louisiane | Gouvernement de Louisiane | Gouvernement de Louisiane | Gouvernement de Louisiane | Gouvernement de Louisiane  | Gouvernement de Louisiane  | Gouvernement de Louisiane                 | Gouvernement de Louisiane                 | Législature d'État             | Législature d'État | Congrès fédéral           | Congrès fédéral |
| Gouverneur                | Gouverneur                | Lieutenant-gouverneur     | Lieutenant-gouverneur     | Secrétaire d'état         | Secrétaire d'état         | Procureur général         | Procureur général         | Trésorier                 | Trésorier                 | Commissaire de l'Assurance | Commissaire de l'Assurance | Commissaire à l’Agriculture et aux Forêts | Commissaire à l’Agriculture et aux Forêts | Chambre des représentants      | Sénat              | Chambre des représentants | Sénat           |
| ------------------------- | ------------------------- | ------------------------- | ------------------------- | ------------------------- | ------------------------- | ------------------------- | ------------------------- | ------------------------- | ------------------------- | -------------------------- | -------------------------- | ----------------------------------------- | ----------------------------------------- | ------------------------------ | ------------------ | ------------------------- | --------------- |
|                           | John Bel Edwards (D)      |                           | Billy Nungesser (R)       |                           | Kyle Ardoin (en) (R)      |                           | Jeff Landry (R)           |                           | John Schroder (en) (R)    |                            | Jim Donelon (en) (R)       |                                           | Mike Strain (en) (R)                      | D : 35 R : 67 Indépendants : 2 | D : 12 R : 27      | D : 1 R : 5               | R : 2           |

La Louisiane est un État populaire, relativement pauvre, sudiste de longue tradition démocrate. Comme tous les autres États du Sud, la Louisiane penche au XXIe siècle vers les républicains.

### Politique nationale
Lors de l'élection présidentielle de 1948, le Dixiecrat Strom Thurmond arrive en tête des candidats avec 49,07 % des suffrages. En 1956, Dwight D. Eisenhower est le premier républicain à remporter la Louisiane. En 1968, le candidat ségrégationniste George Wallace y arrive en tête avec 48,32 % des voix. Bill Clinton est le dernier démocrate à avoir gagné en Louisiane en 1996.
Lors de l'élections présidentielles de 2004, le républicain George W. Bush y obtient 56,72 % des voix contre 42,22 % au candidat démocrate John Kerry. À l'élection présidentielle de 2008, la Louisiane confirme son virage à droite avec un écart record de 19 points en faveur des républicains et devient peu à peu un État clivé entre noirs et blancs. Ainsi, le sénateur McCain remporte 84 % du vote blanc et le sénateur Obama 94 % du vote noir.
En 2016, le républicain Donald Trump remporte l'État de Louisiane avec 58,1 % des voix contre 38,4 % pour son adversaire démocrate Hillary Clinton.

#### Représentation au Congrès
Au niveau fédéral, les deux sénateurs de l'État sont les républicains John Neely Kennedy, depuis 2017, et Bill Cassidy, qui succède en 2015 à la démocrate Mary Landrieu en poste depuis 18 ans. La Louisiane comprend six élus à la Chambre des représentants dont cinq sont républicains et un seul démocrate.

### Politique locale

#### Gouverneur
Le gouverneur de Louisiane est élu pour un mandat de quatre ans, rééligible une fois. Après le républicain Bobby Jindal, le premier Indo-Américain élu à un tel poste en 2007 et réélu en 2011, le gouverneur est le républicain Jeff Landry depuis le 8 janvier 2024.

#### Législature
La Chambre des représentants comprend 105 membres élus pour quatre ans. Le Sénat comprend lui 39 sénateurs élus pour quatre ans. Lors de la législature 2012-2016, la Chambre est dominée par 59 républicains, face à 44 démocrates et 2 indépendants, et le Sénat compte 26 républicains et 13 démocrates.

#### Pouvoir judiciaire
Le pouvoir judiciaire en Louisiane, aussi appelé Judicial Branch ou encore Judiciary of Louisiana, se compose des tribunaux suivants :
- la Cour suprême ;
- les cours d’appel ;
- les cours de district ;
- les cours de paroisses et les cours municipales ;
- les cours des maires ;
- les cours de justice de paix.

En raison de son histoire, la Louisiane partage plusieurs dispositions du droit romano-civiliste ainsi que de la common law similaire au reste du pays,.

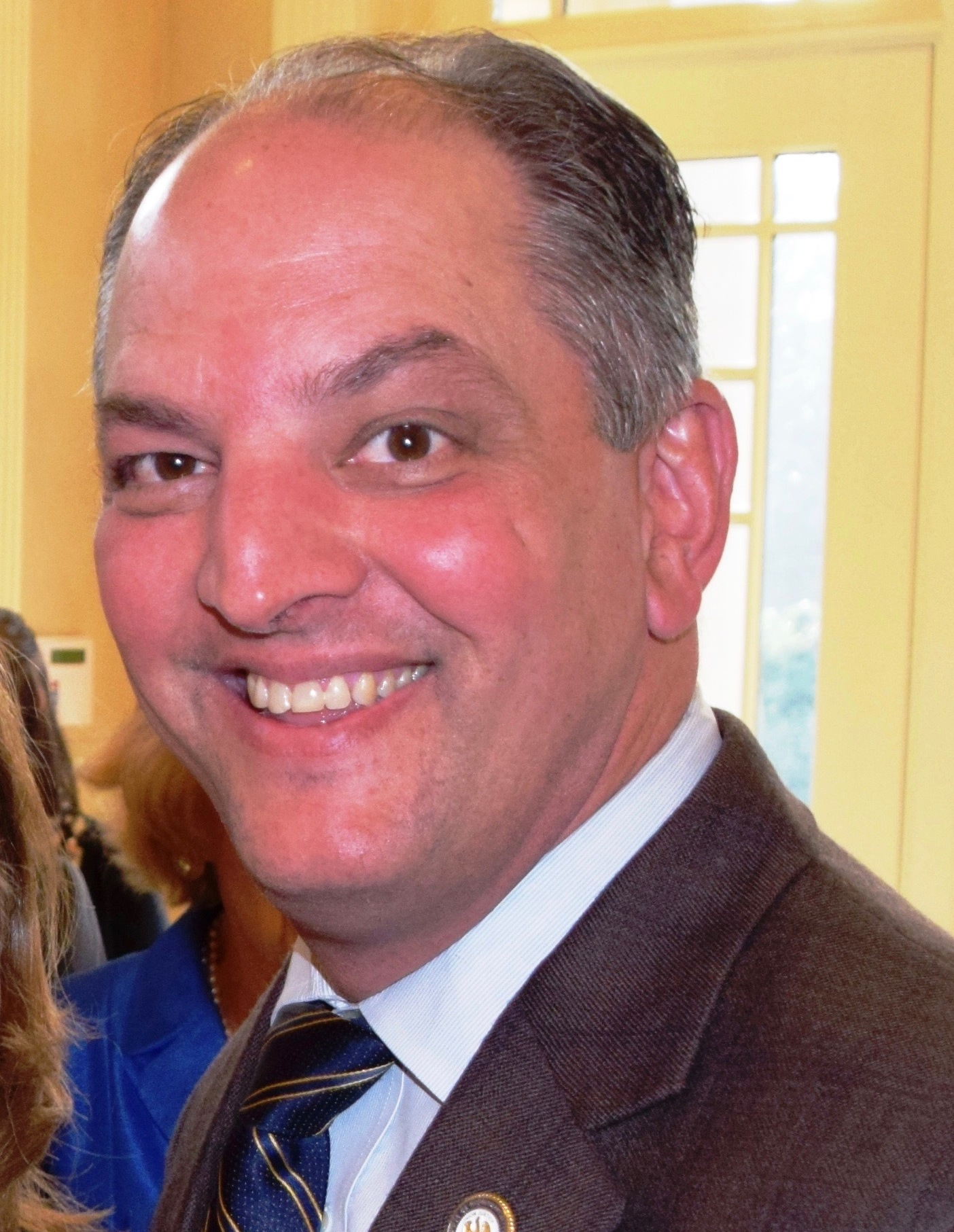
Le gouverneur de la Louisiane, John Bel Edwards.
Le capitole de la Louisiane à Baton Rouge.
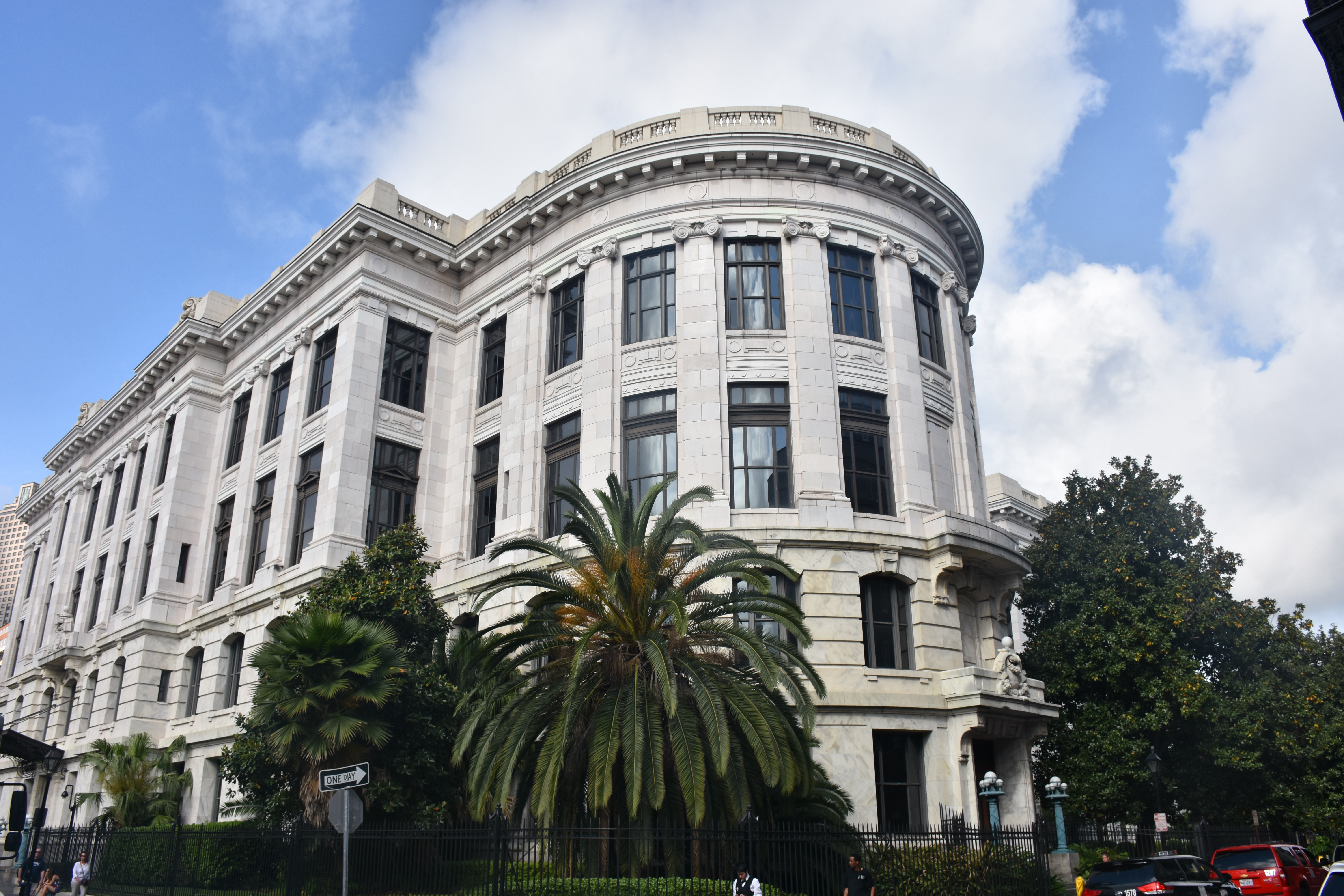
La Cour suprême de Louisiane en Nouvelle-Orléans.

## Économie

### Agriculture
L'agriculture a longtemps été très prospère grâce à son climat semi-tropical. Parmi les ressources agricoles, on compte le maïs, le riz, le blé, le soja, le coton, la canne à sucre, les fruits, les légumes et la patate douce. Les cyclones récents et la compétition internationale (en particulier avec le Brésil) provoquent une crise importante. Environ 30 % des fruits de mer et des poissons des États-Unis proviennent de la Louisiane. C'est le premier État producteur de crevettes ; ce secteur a été sinistré par la marée noire de Deepwater Horizon d'avril 2010.

### Industries

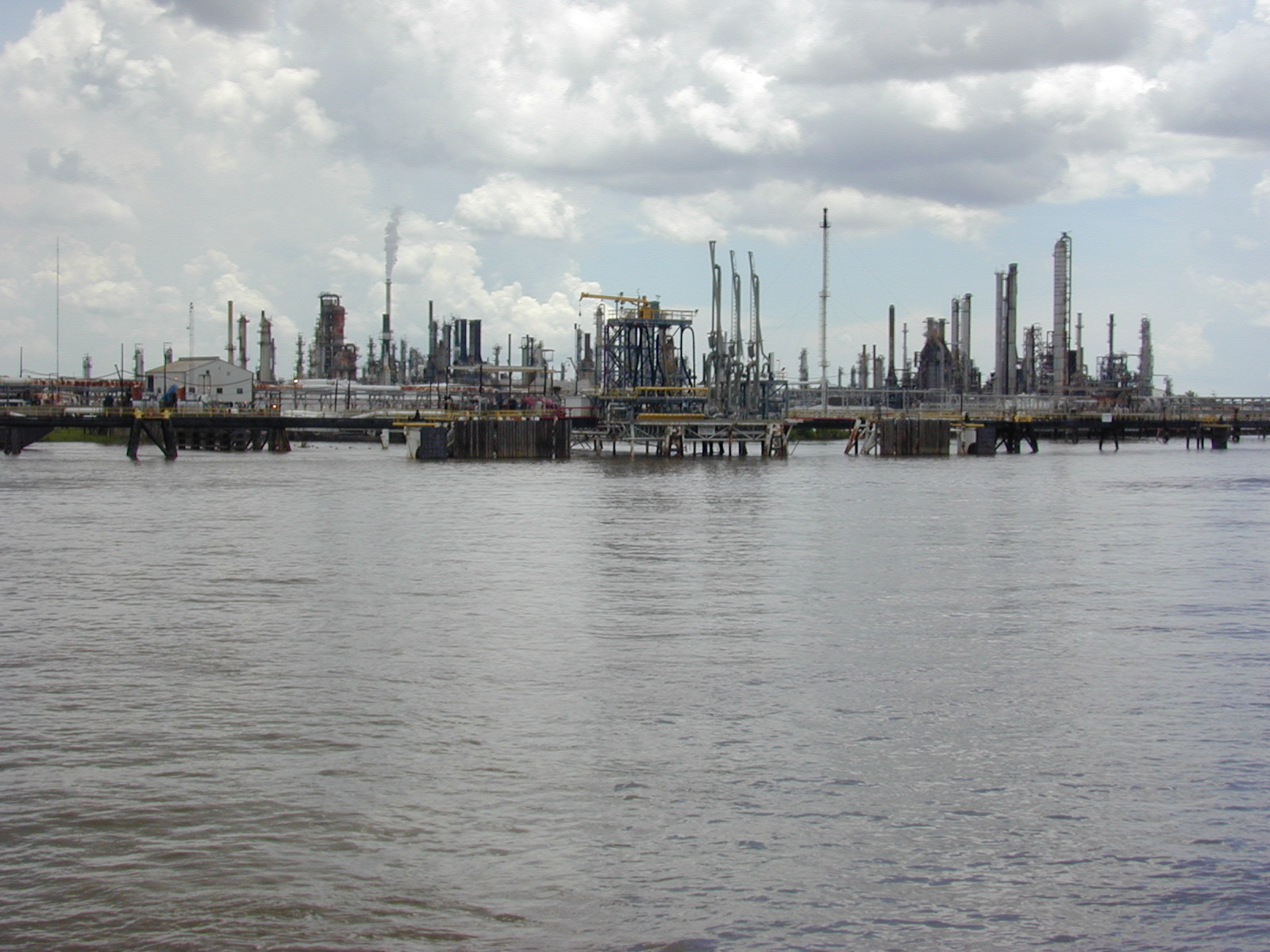
Raffinerie près de La Nouvelle-Orléans, sur le Mississippi.

L'État concentre une partie des raffineries du pays, et est le point d'entrée d'une partie du pétrole produit dans le golfe du Mexique. L'ouragan Katrina a sérieusement endommagé une partie des installations en 2005.

### Secteur tertiaire
L'industrie touristique se concentre dans les grandes villes de la côte, et est très liée aux activités des nombreux casinos qui s'y trouvent, ainsi qu'aux nombreux festivals musicaux (jazz, zarico, musique cadienne) et Mardi gras traditionnels, sans oublier la gastronomie louisianaise.

## Culture

### Livres
Il existe plusieurs formes de littérature francophone (langue française en Louisiane) en Louisiane :
- une littérature orale en français louisianais : contes, légendes, récits, chansons, radio, télévision, etc.,
- une littérature orale en créole louisianais,
- une littérature acadienne, écrite par des Cadiens ou Cajuns.

Il existe également une littérature plus accessible pour le lecteur moyen (de France, en traduction en français courant) :
- Le roman Passée blanche de Louisiane, Caprice Dorval-Penington, 1861-1961 (2008), écrit par Paul Nevski (1961-)[62]
- Tout comme l'œuvre de Belva Plain (1915-2010), Les Cèdres de beau-jardin (1984), le roman Mémoires de Louisiane, d'Emilie Richards se déroule en Louisiane et aborde le sujet des différentes castes, du commerce du coton ou encore de la vie dans le Bayou.  (ISBN 978-2-2808-3370-7)
- Le roman Les Quatre Vies dans le jardin de la Louisiane[63], de Marie-Laure de Shazer (1970-), aborde également le sujet des différentes castes, l'interdiction de la langue française dans les écoles et dans les foyers de 1916-1968, Manon Lescaut, Napoléon, les Cadiens, Jefferson, le rêve américain, l’amour libre, la liberté d’expression, les Créoles, l'ouragan Katrina. Le début du roman Entretien avec un vampire, d'Anne Rice, se déroule en Louisiane.
- La série de bande dessinée Jim Cutlass (1991-1999, dessin Christian Rossi, scénario Jean Giraud) se déroule en Louisiane.
- La Communauté du Sud (2011-2013) est une série de livres écrite par Charlaine Harris (1951-) dont l'action se situe dans une ville fictive près de Shreveport, en Louisiane.
- L'écrivain James Lee Burke (1936-) brosse un portrait réaliste et saisissant de la Louisiane moderne dans la série qu'il consacre à son héros Dave Robicheaux (incarné à l'écran par Tommy Lee Jones dans le film que Bertrand Tavernier a tiré du roman Dans la brume électrique avec les morts confédérés, 1993). Ce fils d'ouvrier francophone a écrit une vingtaine de romans qui magnifient la faune et la flore louisianaise, tout en dressant un portrait sans concession de la vie dans cet État qui tourne le dos à son histoire et s'américanise toujours plus.
- Louisiane (1977), saga de l'écrivain et journaliste Maurice Denuzière (1926-), raconte l'histoire de la Louisiane de 1830 à 1950 à travers une famille propriétaire d'un domaine cotonnier près de Fausse Rivière (en six volumes : Louisiane, Bagatelle, Fausse Rivière, Les Trois Chênes, l'Adieu au Sud et Les années Louisiane). Elle a été adaptée au cinéma par Philippe de Broca.
- Louisiana (1996), de Michel Peyramaure (1922-2023), relate l'épopée des premiers colons français en Amérique du Nord.

### Cinéma et télévision
La chaîne de télévision francophone Télé-Louisiane est lancée sur le territoire depuis 1998.

#### Films
- Louisiana Story de Robert Flaherty (1948)
- Un tramway nommé Désir de Elia Kazan (1951)
- Vivre et laisser mourir de Guy Hamilton (1973)
- Les Aventures de Bernard et Bianca de Wolfgang Reitherman, Art Stevens et John Lounsbery (1977)
- La Petite de Louis Malle (1978)
- La Corde raide de Richard Tuggle (1984)
- Angel Heart d'Alan Parker (1987)
- Big Easy : Le Flic de mon cœur de Jim McBride (1987)
- Un été en Louisiane de Robert Mulligan (1991)
- L'Affaire Pélican d'Alan J. Pakula (1993)
- Entretien avec un vampire de Neil Jordan (1994)
- La Dernière Marche de Tim Robbins (1995)
- La Ligne Verte de Frank Darabont (1999)
- Love Song de Shainee Gabel (2004)
- La Porte des secrets de Iain Softley (2005)
- Déjà vu de Tony Scott (2006)
- Bad Lieutenant : Escale à La Nouvelle-Orléans de Werner Herzog (2008)
- L'Étrange Histoire de Benjamin Button (2008)
- La Princesse et la Grenouille de Ron Clements et John Musker (2009)
- Dans la brume électrique de Bertrand Tavernier (2009)
- X-Men Origins: Wolverine de Gavin Hood (2009)
- Red de Robert Schwentke (2010)
- Les Bêtes du Sud sauvage de Benh Zeitlin (2012)
- Insaisissables de Louis Leterrier (2013)
- #Chef de Jon Favreau (2014)

#### Séries télévisées
- True Blood (2008-2013)
- Treme (2010)
- American Horror Story: Coven (2013)
- The Originals (2013)
- True Detective (Saison 1, 2014)
- NCIS : Nouvelle-Orléans (depuis 2014)
- Cloak and Dagger (2018-2019)

### Musique
La Louisiane est un État avec une forte richesse musicale où se mélangent ou s'ignorent différents styles eux-mêmes très riches : cadien, créole, folk, country, rock, blues… En outre, la Louisiane est parmi les quelques États (dont New York, Michigan, Illinois) à avoir créé au cours des années 1960 et 1970 la funk ; en effet, aux côtés de chanteurs non Louisianais comme James Brown, des chanteurs et musiciens de Louisiane comme les Meters ont profondément influencé non seulement la funk, mais la pop et le rock en général.

#### Musique cadienne et créole
La chanson francophone est représentée essentiellement par trois styles musicaux qui s'entrecroisent ; la musique cadienne, le zarico et le swamp pop. Elle trouve ses racines et sa vitalité dans la région de l'Acadiana au sud-ouest de la Louisiane. La Nouvelle-Orléans et Baton Rouge demeurent des centres importants de créations musicales avec de nombreux groupes influencés par ces trois styles musicaux louisianais.
Le Festival international de Louisiane est un festival de musique francophone qui se déroule chaque année dans la ville de Lafayette dans la région de l'Acadiane depuis 1986.
- La musique cadienne est un genre musical issu du country et du folk. Zachary Richard est un des représentants de la musique cadienne. Marce Lacouture est une interprète de musique cadienne, son registre allant des ballades, aux rondes, en passant par des ritournelles et le country. La musique cadienne fut d'abord une musique jouée par des Blancs.
- Le zarico appelé également zydeco est une musique traditionnelle louisianaise mélangeant des styles différents, tels que le rhythm and blues, le blues et le jazz, avec des paroles en créole louisianais, cadien, français standard et anglais. Elle fut une musique d'abord jouée par des noirs. Clifton Chenier, Beau Jocque, Zydeco Joe furent des représentants de ce style musical.
- Le swamp pop est un creuset musical dans lequel se mélangent avec harmonie, du blues, du rock, du country et du zydeco. Les paroles sont également un mélange de créole louisianais, français cadien, français standard et d'anglais. Bobby Charles fut un des premiers musiciens de swamp pop.

### Cuisine
- Crevettes
- Écrevisses
- Cuisson à l'étouffée
- Jambalaya
- Gumbo, ragoût qui tire son nom de la plante potagère importée d'Afrique en Amérique. Le Gombo sert à épaissir la sauce de ce plat et lui donne une consistance gélatineuse
- Andouille
- Boudin
- Alligator
- Crabe au curry

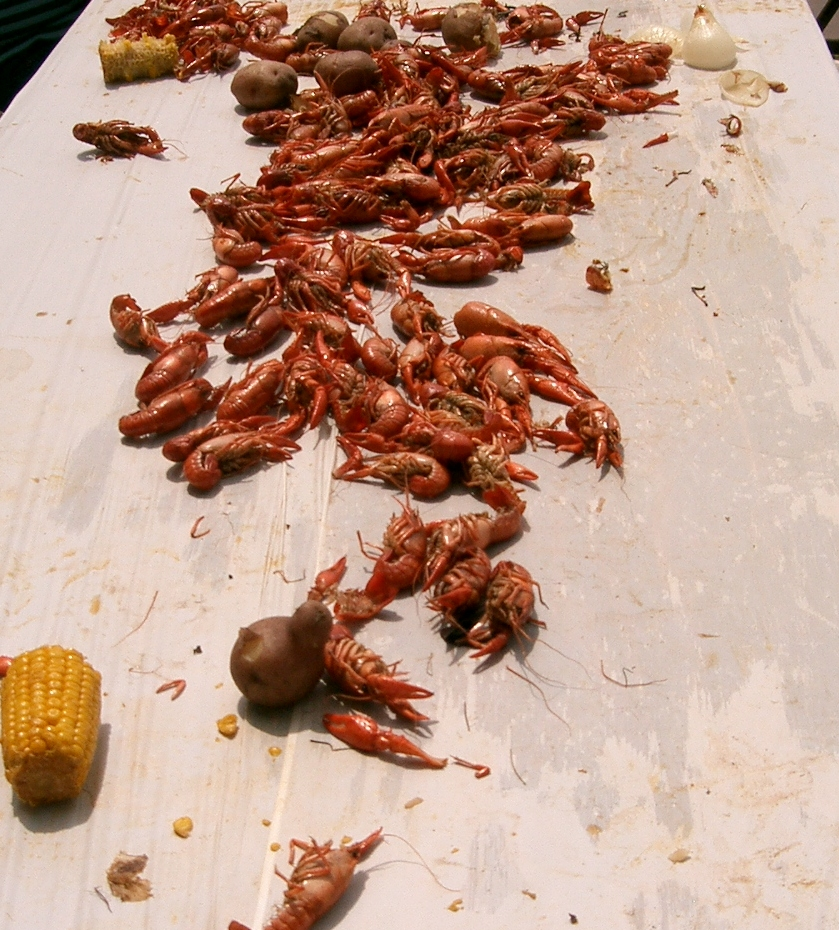
Pique-nique aux écrevisses en Louisiane.
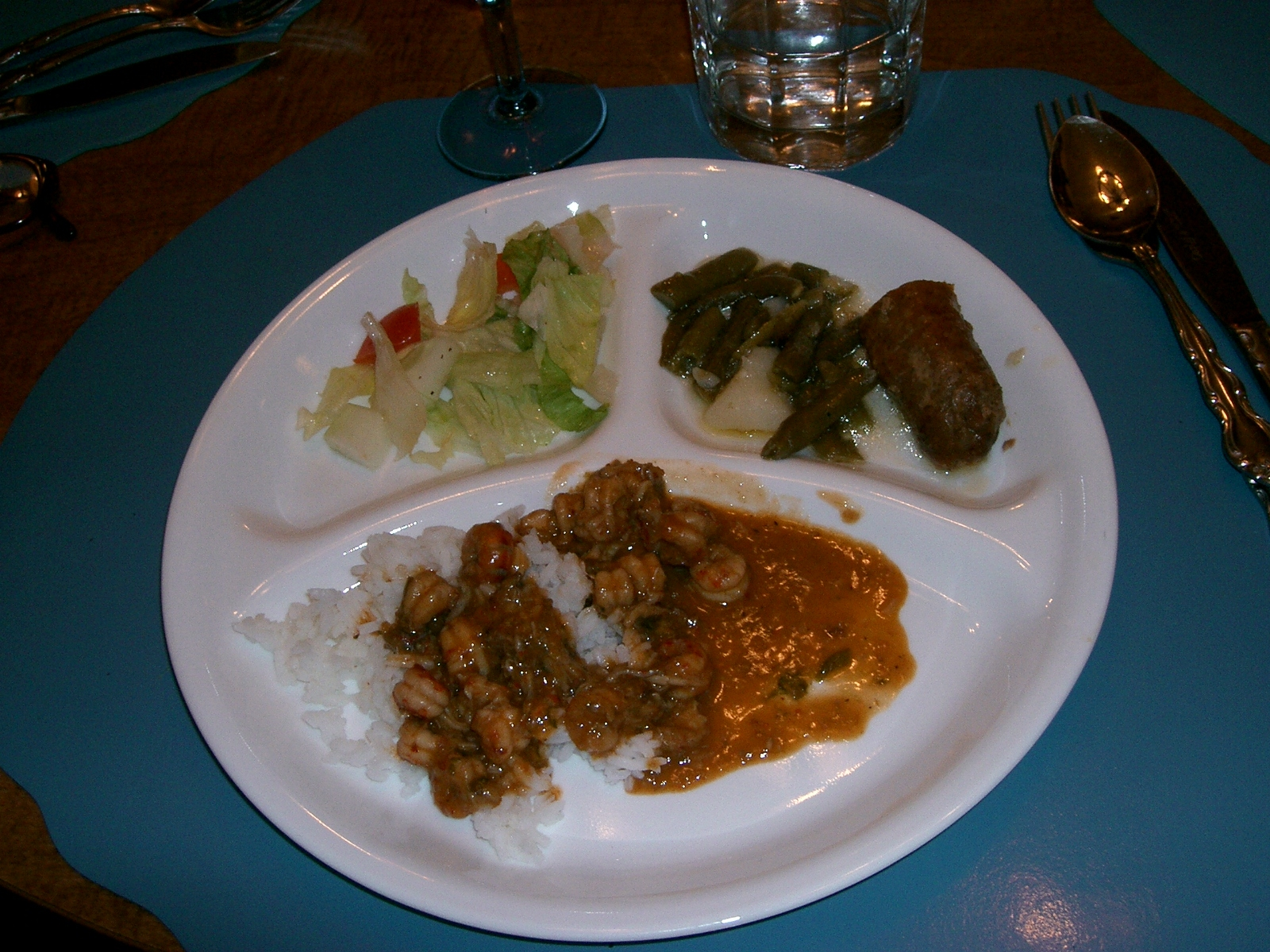
Gombo d'écrevisses - cuisine cadienne en Louisiane.
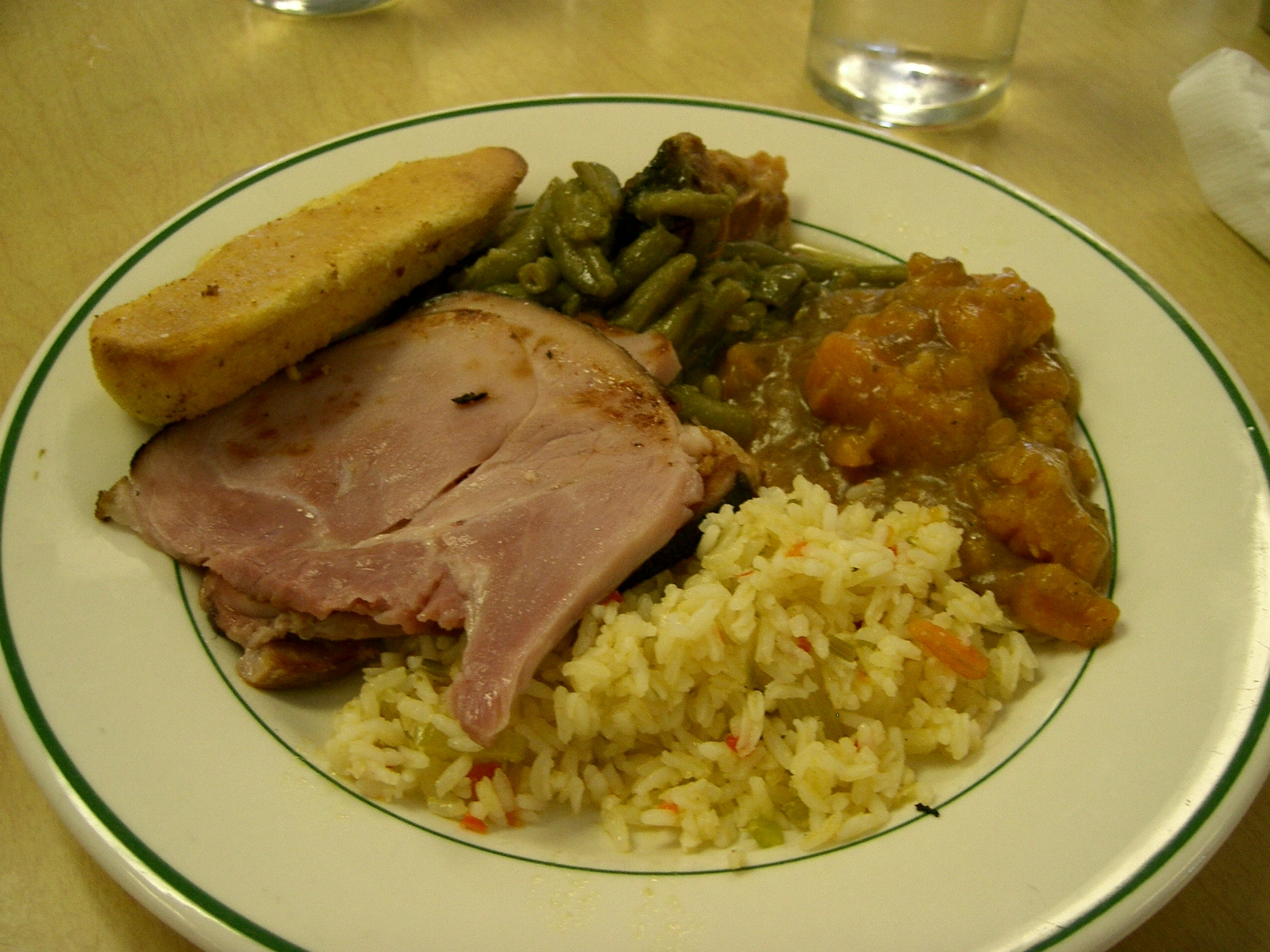
Cuisine acadienne (Louisiane) - travers de porc et jambalaya.

### Sports

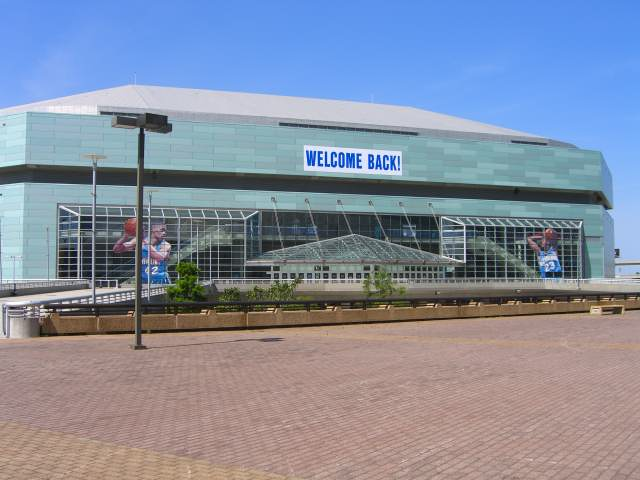
Le Smoothie King Center, salle omnisports à La Nouvelle-Orléans.

Comme la plupart des États du Sud (Floride, Texas, Caroline du Sud…), la Louisiane a depuis longtemps une forte culture autour du football américain qui y est le sport le plus suivi et médiatisé. Non seulement les championnats professionnels sont très suivis chaque semaine jusqu'au Super Bowl qui a lieu en février, mais le championnat universitaire (Collegue league) qui regroupe les meilleurs joueurs étudiants (18-20 ans) des colleges (classes préparatoires de deux ans après le lycée, avant d'intégrer l'université) est tout aussi suivi par des fans – hommes et femmes, jeunes et plus âgés – prêts à dépenser plusieurs centaines de dollars américains pour assister à un match. Chaque semaine, l'équipe d'un État affronte celle d'un autre État fédéral, fortifiant le sentiment d'appartenance régionaliste. Ce championnat sert à repérer les futurs joueurs professionnels. Dans cet État relativement pauvre, un grand nombre de joueurs sur le terrain jouent en présence de supporters en très forte majorité blancs. La bière reste la boisson la plus consommée lors des matchs, suivie par les cocktails à base de whisky, de rhum et de sodas.
- Saints de La Nouvelle-Orléans (NFL)
- Pelicans de La Nouvelle-Orléans (NBA)
- Tigers de LSU (NCAA)
- Ragin' Cajuns de Louisiane (NCAA)
- Warhawks de Louisiana-Monroe (NCAA)
- Bulldogs de Louisiana Tech (NCAA)
- Green Wave de Tulane (NCAA)

### Santé
En 2019, la Louisiane adopte une loi interdisant l'avortement au-delà de six semaines de grossesse.

### Presse
- le magazine bimensuel l'Acadiana Profile publie l'actualité régionale depuis 1968.